# العنف على المرأة

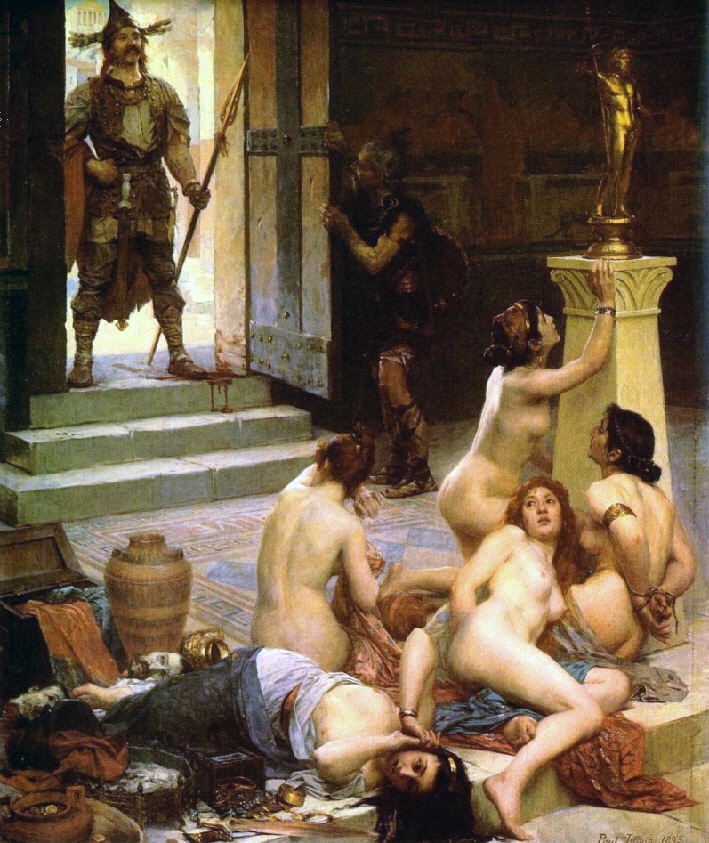
لوحة من عام 1893 توضح عملية تقاسم النساء كغنام حرب

العنف على المرأة أو العنف على النساء كما يُعرف باسم العنف القائم على نوع الجنس، والعنف الجنسي والجنساني (SGBV)، هو مصطلح يستخدم بشكل عام للإشارة إلى أي أفعال عنيفة تمارس بشكل متعمد أو بشكل استثنائي تجاه النساء. فإن هذا النوع من العنف يستند إلى جنس الضحية كدافع رئيسي وقد يكون جسمي أو نفسي. وهي تشبه جرائم الكراهية.
إن العنف على المرأة له تاريخ طويل للغاية، ويُعد أحد أكثر انتهاكات حقوق الإنسان انتشارا واستمرارا، وعلى الرغم من أن حوادث وشدة هذا العنف قد تباينت مع مرور الوقت وحتى اليوم، فإنها لا تزال حدتها وصورها تختلف بين المجتمعات. غالبًا ما يُنظر إلى هذا العنف على أنه آلية لإخضاع النساء، سواء في المجتمع بشكل عام أو في العلاقات الشخصية. قد ينشأ هذا العنف من شعور بالاستحقاق أو التفوق أو كره النساء أو المواقف المماثلة في الجاني، أو بسبب طبيعة بعض الرجال العنيفة، وخاصة ضد النساء.
وينص إعلان الأمم المتحدة بشأن القضاء على العنف على المرأة على أن «العنف على المرأة هو مظهر من مظاهر علاقات القوة غير المتكافئة تاريخيا بين الرجال والنساء» و«العنف على المرأة هو إحدى الآليات الاجتماعية الحاسمة التي تضطر المرأة بموجبها إلى الخضوع بالمقارنة مع الرجل.»

أعلن كوفي أنان، الأمين العام للأمم المتحدة، في تقرير نُشر عام 2006 على موقع صندوق الأمم المتحدة الإنمائي للمرأة على شبكة الإنترنت:
بأن العنف على النساء والفتيات مشكلة ذات أبعاد جائحة. فقد تعرضت امرأة واحدة على الأقل من كل ثلاث نساء في جميع أنحاء العالم للضرب، أو الإكراه على ممارسة الجنس، أو إساءة المعاملة أثناء حياتها مع المعتدي والذي يكون عادة شخص معروف لها.
فيما عرّفت الجمعية العامة للأمم المتحدة «العنف على النساء» على أنه «أي اعتداء ضد المرأة مبني على أساس الجنس، والذي يتسبب بإحداث إيذاء أو ألم جسدي، جنسي أو نفسي للمرأة، ويشمل أيضاً التهديد بهذا الاعتداء أو الضغط أو الحرمان التعسفي للحريات، سواء حدث في إطار الحياة العامة أو الخاصة.»
كما نوهه الإعلان العالمي لمناهضة كل أشكال العنف على المرأة الصادر عام 1993 بأن «هذا العنف قد يرتكبه مهاجمون من كلا الجنسين أو أعضاء في الأسرة أو العائلة أو حتى الدولة ذاتها.»
وتعمل حكومات ومنظمات حول العالم من أجل مكافحة العنف على النساء وذلك عبر مجموعة مختلفة من البرامج منها قرار أممي ينص على اتخاذ يوم 25 نوفمبر من كل عام كيوم عالمي للقضاء على العنف على النساء.

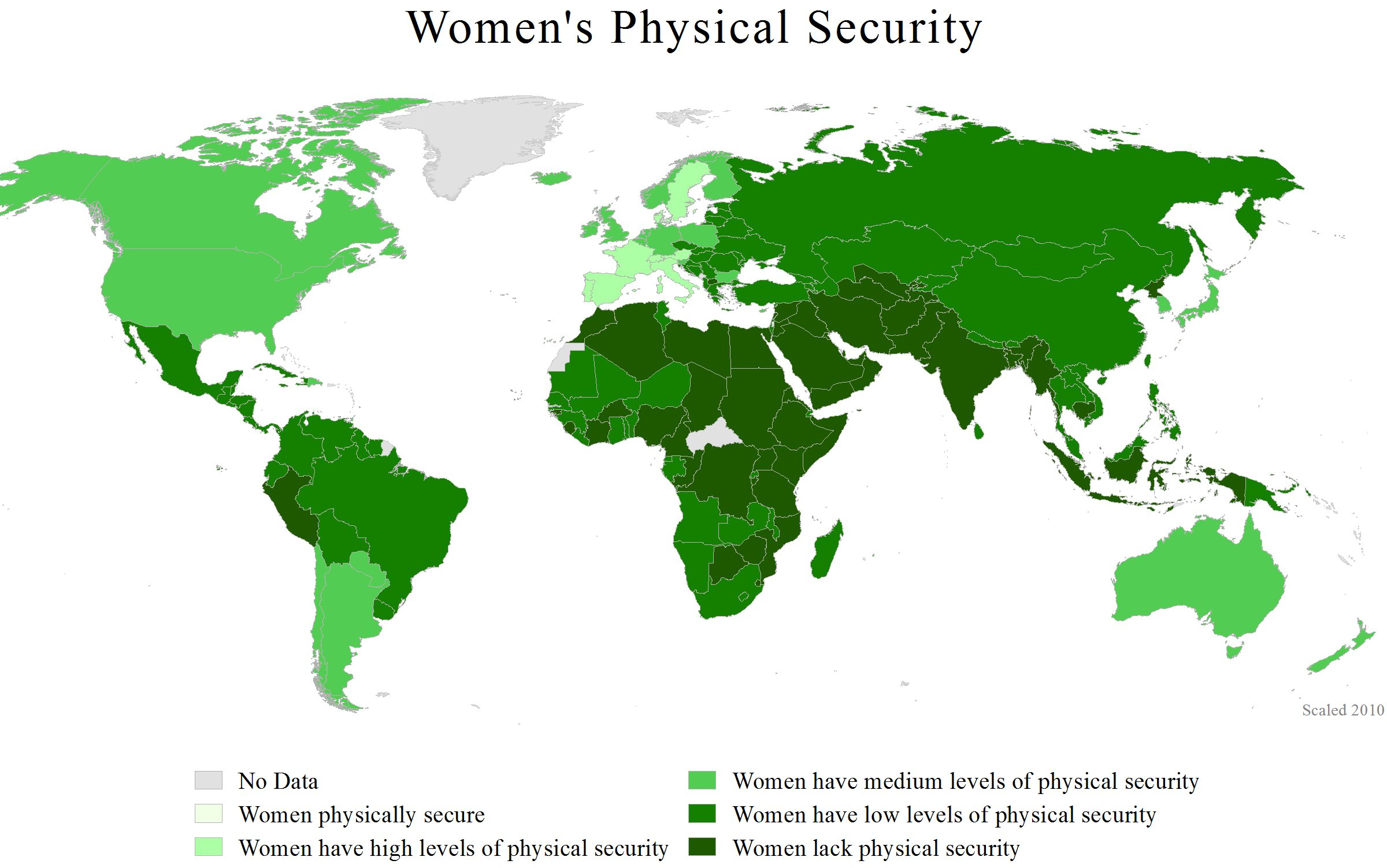
خارطة تبين المناطق الأكثر عنفاً ضد النساء لسنة 2011

## أنواع العنف
ويمكن أن يتناسب العنف على المرأة مع عدة فئات عريضة. وتشمل هذه الأعمال العنف الذي يقوم به «الأفراد» وكذلك «الدول». ومن أشكال العنف التي يرتكبها أفراد ما يلي: الاغتصاب، العنف الأسري، التحرش الجنسي، اعتداءات رش الحمض، الإكراه الإنجابي، وأد البنات، الإجهاض الانتقائي بسبب الجنس، اختيار جنس ما قبل الولادة، الإساءة أثناء الولادة، وفي أحداث الشغب. يضاف إلى ذلك بعض الممارسات العرفية أو التقليدية الضارة مثل جرائم الشرف والقتل بسبب المهور، وختان الاناث، واختطاف العروس، والزواج بالإكراه. وهناك أنواع من العنف ترتكبها أو تتغاضى عنها الحكومات مثل الاغتصاب أثناء الحروب، والعنف الجنسي والاستعباد الجنسي أثناء النزاعات، والتعقيم الإجباري والإجهاض بالإكراه؛ العنف الذي تمارسه الشرطة والموظفون المعتمدون. وكثيرا ما ترتكب شبكات إجرامية منظمة العديد من أشكال العنف على المرأة، مثل الاتجار بالبشر والبغاء القسري. وثمة أنواع منظمة من العنف على المرأة استمرت عبر مدة طويلة من الزمن مثل محاكمات السحرة في بدايات العصر الحديث، والاستعباد الجنسي للنساء، وظاهرة نساء المتعة.
كما يوجد عنف آخر هو العنف المعنوي؛ ويشمل: العنف النفسي، والعنف اللفظي: الذي يهدف للحط من قيمة المرأة بإشعارها أنها سيئة ويكون بسبها أو شتمها أو لعنها أو الصراخ عليها أو مناداتها بأسماء حقيرة أو نعتها بألفاظ بذيئة أو السخرية منها أمام الآخرين وإبداء عدم الاحترام والتقدير لها أو تعييرها بصفة فيها أو بأهلها أو التعرض لها بالمساومة مما يزعزع ثقتها بنفسها ويجعلها تشعر بأنها منبوذة ويعد من أشد أنواع العنف خطرا على الصحة النفسية للمرأة.
وقد حللت وصنّفت منظمة الصحة العالمية -في بحثها عن العنف على المرأة- ممارسات العنف على المرأة في مختلف مراحل حياتها من قبل الولادة حتى مرحلة الشيخوخة.
ظهر مؤخرًا توجه للتعامل مع قضايا العنف على المرأة على الصعيد الدولي من خلال صكوك منها الاتفاقيات، أو من خلال التوجيه (التشريع) في الاتحاد الأوروبي كالتوجيهات ضد التحرش الجنسي، والاتجار بالبشر.
ويتخذ العنف على المرأة يتخذ أشكالا وأنواعا مختلفة تتعدد بحسب المجتمعات فالظاهرة واحدة ولكن أساليبها متنوعة ومختلفة منها:
1. العنف الجسد
2. العنف النفسي
3. العنف الاقتصادي
4. العنف الجنسي
5. العنف الصحي
6. العنف الاجتماعي

## التعريف
تنص اتفاقية منع ومكافحة العنف على المرأة والعنف المنزلي والمعروفة أيضا باتفاقية إسطنبول، على التعريف الآتي للعنف على المرأة:
وعلى الرغم من أن اتفاقية القضاء على جميع أشكال التمييز ضد المرأة (اتفاقية سيداو) لعام 1979 تشمل العنف على المرأة في توصيتيها العامتين 12 و 19، ويذكر إعلان وبرنامج عمل فيينا العنف على المرأة في الفقرة 18، كان قرار الجمعية العامة للأمم المتحدة لعام 1993 الذي يحمل اسم إعلان بشأن القضاء على العنف على المرأة، قد أصبح أول صك دولي يحدد بوضوح العنف على المرأة ويتناول الموضوع. وهناك تعريفات أخرى للعنف على المرأة تنص عليها «اتفاقية البلدان الأمريكية لعام 1994 بشأن منع العنف على المرأة والمعاقبة عليه واستئصاله» وبروتوكول مابوتو لعام 2003.
بالإضافة إلى ذلك، يشير مصطلح «العنف القائم على أساس نوع الجنس» إلى «أي أعمال أو تهديدات بأفعال تستهدف إيذاء أو جعل المرأة تعاني جسديا أو جنسيا أو نفسيا، والتي تؤثر على النساء لأنهن نساء أو تؤثر على المرأة تأثيرا غير متناسب». وكثيرا ما يستخدم تعريف العنف القائم على نوع الجنس «بالتبادل مع العنف على المرأة»، وبعض المقالات المتعلقة بالعنف على المرأة تكرر هذه المفاهيم بالاقتراح بأن الرجال هم المرتكبون الرئيسيون لهذا العنف. وعلاوة على ذلك، فإن التعريف الوارد في إعلان عام 1993 بشأن القضاء على العنف على المرأة يؤيد أيضا فكرة أن العنف متأصل في عدم المساواة بين الرجل والمرأة عندما يستخدم مصطلح العنف جنبا إلى جنب مع مصطلح «القائم على نوع الجنس».
نص مجلس أوروبا في «التوصية رقم 2002 (5) الصادرة عن لجنة الوزراء إلى الدول الأعضاء بشأن حماية المرأة من العنف»، على أن العنف على المرأة «يشمل، على سبيل المثال لا الحصر، ما يلي»:
أ. العنف الذي يحدث في الأسرة أو في الوحدة المحلية، بما في ذلك العدوان البدني والعقلي، والاعتداء العاطفي والنفسي، والاغتصاب والاعتداء الجنسي، وسفاح القربى، والاغتصاب بين الزوجين، والشركاء العاديين أو العارضين والمتعايشين، والجرائم المرتكبة باسم الشرف، وتشويه الأعضاء التناسلية الأنثوية والجنسية وغيرها من الممارسات التقليدية الضارة بالمرأة، مثل الزيجات القسرية؛
ب. العنف الذي يقع داخل المجتمع العام، بما في ذلك الاغتصاب والاعتداء الجنسي والتحرش الجنسي والترهيب في العمل وفي المؤسسات أو في أي مكان آخر الاتجار بالنساء لأغراض الاستغلال الجنسي والاستغلال الاقتصادي والسياحة الجنسية؛
ج. العنف الذي ترتكبه أو تتغاضى عنه الدولة أو مسؤوليها؛
د. وانتهاك حقوق الإنسان للمرأة في حالات النزاع المسلح، ولا سيما أخذ الرهائن والتشريد القسري والاغتصاب المنهجي والاسترقاق الجنسي والحمل القسري والاتجار لأغراض الاستغلال الجنسي والاستغلال الاقتصادي.
يعتبر البعض أن تعريفات العنف على المرأة على أنها قائمة على نوع الجنس تعتبر غير مرضية ومثيرة للمشاكل. وهذه التعريفات مفهومة في فهم المجتمع على أنه أبوي، مما يدل على عدم المساواة في العلاقات بين الرجل والمرأة. ويرى معارضو هذه التعريفات أن التعاريف تتجاهل العنف على الرجال، وأن مصطلح «نوع الجنس»، كما هو مستخدم في العنف القائم على نوع الجنس، لا يشير إلا إلى النساء. ويرى نقاد آخرون أن استخدام مصطلح «الجنس» بهذه الطريقة بالذات قد يعرض مفاهيم الدونية والتبعية للأنوثة والتفوق في الذكورة. ولا يوجد تعريف حالي مقبول على نطاق واسع يغطي جميع أبعاد العنف القائم على أساس نوع الجنس بدلا من العنف بالنسبة للنساء اللواتي يميلن إلى إعادة إنتاج مفهوم الاعتراضات الثنائية: الذكورة مقابل الأنوثة.

## التاريخ

### نظرة عامة
لا يزال تاريخ العنف على المرأة غامضًا في الأدبيات العلمية بسبب أن العديد من أنواع هذا العنف (وتحديدًا الاغتصاب والاعتداء الجنسي والعنف المنزلي) لم يُفصح عنه بشكلٍ كامل وغالبا ما يرجع إلى المعايير الاجتماعية والمحرّمات ووصمة العار والطبيعة الحساسة للموضوع. من المعترف به على نطاقٍ واسع أن الافتقار إلى البيانات الموثوقة والمستمرة حتى اليوم يمثّل عقبة في تشكيل صورةٍ واضحة للعنف على المرأة.
على الرغم من صعوبة تتبع تاريخ العنف على المرأة، إلا أنه من الواضح أن الكثير من العنف قد تم تقبّله والتغاضي عنه والإقرار به قانونياً. من الأمثلة على ذلك أن القانون الروماني أعطى الرجال حق تأديب زوجاتهم حتى لو وصل الأمر حد الموت.
يرتبط تاريخ العنف على المرأة ارتباطًا وثيقًا بالوجهة التاريخية للنساء كملكية ودور جنساني في التبعية. تشرح تفسيرات النظام الأبوي والنظام العالمي الشامل أو الوضع الراهن الذي توجد فيه أوجه عدم المساواة بين الجنسين وتستمر في شرح نطاق وتاريخ العنف على المرأة. إن إعلان الأمم المتحدة بشأن القضاء على العنف على المرأة في عام 1993 ينص على أن العنف على المرأة هو مظهر لعلاقات القوة غير المتكافئة تاريخيًا بين الرجل والمرأة والتي أدت إلى الهيمنة والتمييز ضد المرأة من قبل الرجل ومنع النهوض الكامل بالنساء، وأن العنف على المرأة هو أحد الآليات الاجتماعية الحاسمة التي تضطر النساء من خلالها إلى وضع التبعية مقارنةً بالرجال.
وفقًا لما أقرته الأمم المتحدة «لا توجد منطقة بالعالم أو دولة أو ثقافة تحقق وتضمن حماية كاملة للمرأة من العنف». وتتجلى بوضوح أنواع متعددة من العنف على المرأة في مناطق بعينها في العالم، كـالدول النامية. فعلى سبيل المثال تتنشر في الهند وبنجلاديش وسيريلانكا ونيبال ممارسات مثل القتل بسبب المهر وحرق العروس. وتنتشر في هذه البلدان وأيضًا في بلدان شمال شرق أسيا وبالأخص كمبوديا اعتداءات رش الحمض (مواد حارقة) على النساء لتشويههن وقتلهن. وفي الشرق الأوسط وجنوب أسيا ينتشر القتل بسبب جرائم الشرف. ويتنشر بشدة في أفريقيا الختان وتشوية الأعضاء الجنسية للنساء، ويمتد بدرجةٍ أقل ليشمل الشرق الأوسط وأجزاء من أسيا. تظهر ممارسات اختطاف العروس في أثيوبيا ووسط أسيا ومنطقة القوقاز. وتبرز ممارسات الإيذاء الناتج عن تسعير العروس (مثل العنف والاختطاف والزواج بالإجبار) في جنوب الصحراء الكبرى بأفريقيا وأوقيانوسيا.(أنظر أيضًا لوبولو)
حاليًا نجحت بعض المناطق في التخلص من التصاق اسمها بممارسة ما للعنف على المرأة، ففي تلك الحالات لم يعد اسم المنطقة أو الدولة مرتبطًا بممارسة معينة من العنف على المرأة كما في السابق، ولكن حتى فترة قريبة ظلت أسماؤها مرتبطًة بأحد أنواع العنف الشائع، فظل ذكر دول شمال أوروبا والدول الأورومتوسطية حاضرًا عند ذكر جرائم الشرف. وعلى سبيل المثال في إيطاليا قبل عام 1981 م، نص قانون العقوبات على ظروف مُخفِفَة للعقوبة في حالة قتل امرأة أو شريكها الجنسي لأسباب تتعلق بالشرف، حيث نص على تخفيف الحكم عليه.
يتزايد خطر الاستناد للثقافة لتبرير أنواع متعددة من العنف على المرأة عند تقنين هذه الثقافات. وهناك خلاف وجدل واسع حول الأساليب التي يتم بها استخدام وتطويع التقاليد والإرث الثقافي والعادات والتقاليد المحلية والتوقعات المجتمعية والتفسيرات المختلفة للنصوص الدينية عند التعامل مع الممارسات المسيئة والمؤذية للمرأة. حيث تدفع بعض الدول والمجموعات المجتمعية في بعض البلدان بتبريرات ثقافية لتجنب المساءلة عن ممارسات بعينها من العنف على المرأة، متخذةً الدفاع عن التقاليد كغطاء. هذه التبريرات مشكوك فيها؛ لأنها مدفوعة عادةً من قِبل قادة سياسيين، أو سلطات عامة، وليس من المتأثرين بهذه القضايا والقوانين. ومع ذلك ما يزال احترام الثقافة ومراعاتها عنصرًا حساسًا لا يمكن إغفاله. وعليه، فقد نشأ نقاش حساس للغاية، ومازال مستمرًا.
هناك تاريخ يعترف بالآثار المدمرة والمؤذية للعنف على المرأة، ففي سبعينيات القرن التاسع عشر ميلاديًا (العقد 1870 :1880 م) أوقفت محاكم الولايات المتحدة العمل بمبدأ القانون العام الذي ينص على أحقية الزوج في معاقبة الزوجة المخطئة/ المنحرفة بالإيذاء الجسدي. وكانت ألاباما أول ولاية توقف العمل بهذا النص في عام 1871م، كما ألغت المملكة المتحدة النص على حق الزوج في توقيع عقوبة بدنية على زوجته «كي لا تخرج عن حدود الواجبات المرسومة لها» وذلك في عام 1891م.
في القرنين العشرين والحادي والعشرين، وتحديدًا منذ تسعينيات القرن العشرين، ازداد الأنشطة على المستويين المحلي والدولي من بحثٍ ونشرٍ للوعي ودفاعٍ عن الحقوق بهدف منع كافة أنواع العنف على المرأة. وفي أغلب الأوقات، تُدرج قضايا العنف على المرأة كقضايا صحية، وكانتهاك لحقوق الإنسان. وخلصت دراسة أجريت في عام 2002 م إلى تعرض امرأة واحدة من بين كل خمس نساء للإيذاء الجسدي أو الجنسي من رجل في فترة ما من حياتها، وأن العنف القائم على النوع الاجتماعي متسبب في النسبة الأكبر من نسب الوفيات وسوء الصحة العامة لدى النساء اللواتي تتراوح أعمارهن بين 15: 44 عامًا بأثرٍ مساوٍ لأثر السرطان، كما أن أثر العنف على المرأة على الصحة العامة لها يفوق آثار الملاريا وحوادث الطرق مجتمعين.
استخلصت الأبحاث سمات بعينها للعنف على المرأة. فعلى سبيل المثال ممارسات العنف على المرأة على الأغلب ليست حوادث عرضية مميزة، وإنما هي مستمرة طوال الوقت. وغالبًا ما يقترف هذه الممارسات رجلٌ تعرفه المرأة. فقدمت الأبحاث دلائل مقنعة على أن العنف على المرأة يمثل مشكلة خطيرة شديدة الانتشار ذات آثار مدمرة على صحة وسلامة النساء والأطفال.

### مراحل منع العنف
من أهم المراحل لمنع العنف على المرأة على المستوى الدولي ما يلي:
- اتفاقية 1979 للقضاء على جميع أشكال التمييز ضد المرأة، والتي تعترف بالعنف كجزء من التمييز ضد المرأة وذلك في التوصيتين 12 و19.[43]
- المؤتمر العالمي لحقوق الإنسان لعام 1993، والذي اعترف بالعنف على المرأة باعتباره انتهاكًا لحقوق الإنسان، والذي ساهم في الإعلان التالي للأمم المتحدة.[43]
- كان إعلان الأمم المتحدة لعام 1993 بشأن القضاء على العنف على المرأة أول صك دولي يعرّف العنف على المرأة ويتصدى له صراحة. تشير هذه الوثيقة على وجه التحديد إلى الطبيعة التاريخية لحالات عدم المساواة بين الجنسين في فهم العنف على المرأة.[43] (تشمل الفقرة الثانية الحالية هنا). غالبًا ما يُنظر إلى هذا الإعلان-بالإضافة إلى المؤتمر العالمي في العام نفسه- على أنه «نقطة تحول» بدأ فيها النظر إلى العنف على المرأة من جانب المجتمع الدولي على محمل الجد، وبعده حُشدت المزيد من الدول حول هذه المشكلة.[44][45]
- المؤتمر الدولي للسكان والتنمية لعام 1994، الذي يربط بين العنف على المرأة والصحة والحقوق الإنجابية، كما يقدم توصيات للحكومات حول كيفية منع العنف على النساء والفتيات والتصدي له.[43]
- في عام 1996، أعلنت جمعية الصحة العالمية (WHA) أن العنف يمثل مشكلة رئيسية للصحة العامة، وأدرجت في الأنواع الفرعية المعترف بها عنف الشريك الحميم والعنف الجنسي، وهما نوعان من العنف غالباً ما يتم ارتكابهما كعنف على المرأة. تبع ذلك تقرير لمنظمة الصحة العالمية في عام 2002 (انظر للأسفل).[46] كما أنشأت الأمم المتحدة الصندوق الاستئماني لدعم الإجراءات الرامية إلى القضاء على العنف على المرأة.[47]
- في عام 1999، اعتمدت الأمم المتحدة البروتوكول الاختياري لاتفاقية القضاء على جميع أشكال التمييز ضد المرأة، واعتبرت يوم 25 نوفمبر اليوم الدولي للقضاء على العنف على المرأة.[44]
- في عام 2002، كمتابعة لإعلان جمعية الصحة العالمية في عام 1996 عن العنف باعتباره قضية صحية عامة رئيسية، نشرت منظمة الصحة العالمية أول تقرير عالمي عن العنف والصحة، والذي تناول العديد من أنواع العنف وتأثيرها على الصحة العامة، بما في ذلك أشكال العنف التي تؤثر على المرأة بقوة. أشار التقرير على وجه التحديد إلى الارتفاع الحاد في منظمات المجتمع المدني والأنشطة الموجهة للتصدي للعنف القائم على النوع الاجتماعي على المرأة من سبعينيات القرن الماضي وحتى التسعينيات.[46]
- في عام 2004، نشرت منظمة الصحة العالمية «دراسة متعددة البلدان حول صحة المرأة والعنف المنزلي على المرأة»، وهي دراسة عن صحة المرأة والعنف المنزلي وذلك من خلال مسح أكثر من 24000 امرأة في 10 بلدان من جميع مناطق العالم، والتي قيمت انتشار ومدى العنف على المرأة، وخاصة عنف الشركاء الحميمين، وربط ذلك بالنتائج الصحية للمرأة وكذلك بتوثيق الاستراتيجيات والخدمات التي تستخدمها النساء لمواجهة عنف الشريك الحميم.
- في عام 2006 «دراسة متعمقة للأمين العام للأمم المتحدة حول جميع أشكال العنف على المرأة»، وهي أول وثيقة دولية شاملة حول هذه القضية.[35]
- اتفاقية مجلس أوروبا لعام 2011 بشأن منع ومكافحة العنف على المرأة والعنف المنزلي، وهو الصك الإقليمي الثاني الملزم قانوناً بشأن العنف على النساء والفتيات.[43]
- في عام 2013، اعتمدت لجنة الأمم المتحدة المعنية بوضع المرأة، بتوافق الآراء، استنتاجات متفق عليها بشأن القضاء على جميع أشكال العنف على النساء والفتيات ومنعها (لم تكن هناك في السابق استنتاجات متفق عليها).[43]
- وفي عام 2013 أيضًا، أصدرت الجمعية العامة للأمم المتحدة قرارها الأول الذي يدعو إلى حماية المدافعين عن حقوق الإنسان للمرأة.[48] حيث يحث هذا القرار الدول على وضع قوانين وسياسات خاصة بالنوع الاجتماعي لحماية المدافعات عن حقوق الإنسان وضمان إشراك المدافعات عن حقوق الإنسان في تصميم وتنفيذ هذه التدابير، ويدعو الدول إلى حماية المدافعات عن حقوق الإنسان من الأعمال الانتقامية للتعاون وذلك بالتعاون مع الأمم المتحدة وضمان وصولهم دون عوائق إلى الهيئات والآليات الدولية لحقوق الإنسان والتواصل معهم.[49]

بالإضافة إلى ذلك، على المستوى الوطني، قامت كل دولة على حدة بتنظيم جهود (قانونية وسياسية واجتماعية) لمنع العنف على المرأة والحد منه والمعاقبة عليه. كدراسة حالة، فيما يلي بعض التطورات منذ الستينيات في الولايات المتحدة لمعارضة العنف على المرأة ومعالجته:
- 1967: افتتاح أول ملجأ للعنف العائلي في ولاية ماين.
- 1972: افتتاح أول خط ساخن للمساعدة في الاغتصاب في واشنطن العاصمة
- 1975: المؤتمر العالمي الأول للمرأة وقد عقد في المكسيك وفي السنة نفسها أعلنت الامم المتحدة السنة العالمية.[51]
- 1978: تم تشكيل ائتلافين وطنيين، التحالف الوطني على الاعتداء الجنسي والائتلاف الوطني على العنف المنزلي، لرفع الوعي بهذين الشكلين من أشكال العنف على المرأة.
- 1984: أنشأ النائب العام للولايات المتحدة فرقة العمل المعنية بالعنف العائلي تابعة لوزارة العدل، لمعالجة السبل التي ينبغي بها تحسين نظام العدالة الجنائية وكاستجابة المجتمع للعنف المنزلي.
- 1994: تمرير قانون مناهضة العنف على المرأة كتشريع حيث أُدرج في قانون مكافحة الجرائم العنيفة وإنفاذ القانون لعام 1994، الذي رعاه آنذاك السناتور جوزيف بايدن، الأمر الذي دعا إلى تعزيز استجابة المجتمع لجرائم العنف المنزلي والاعتداء الجنسي. وتعزيز العقوبات الفيدرالية على مرتكبي الجرائم الجنسية المتكررة وتعزيز الحماية التشريعية للضحايا، وذلك من بين العديد من الأحكام الأخرى.
- 2000: وقع الرئيس كلينتون قانون مناهضة العنف على المرأة لعام 2000، مما زاد من تعزيز القوانين الفيدرالية، وأكد على مساعدة ضحايا المهاجرين، وكبار السن من هؤلاء الضحايا، وضحايا الإعاقات، وكذلك ضحايا العنف في المواعدة.
- 2006: وقع الرئيس بوش قانون مناهضة العنف على المرأة لعام 2006، مع التركيز على برامج التصدي للعنف على الضحايا من الشباب، ووضع برامج لإشراك الرجال والشباب وكذلك الخدمات الخاصة ثقافياً ولغوياً.
- 2007: افتتح الخط الساخن للتعارف في سن المراهقة الوطنية.
- 2009: أعلن الرئيس أوباما شهر نيسان / أبريل شهر التوعية بالاعتداء الجنسي.
- 2013: وقع الرئيس أوباما قانون مناهضة العنف على المرأة لعام 2015، الذي منح القبائل الأمريكية الأصلية القدرة على مقاضاة الجناة من غير الأصليين، ونظم تقارير الاعتداء الجنسي في حرم الجامعات.[52][53]

كما سنت بلدان أخرى صكوك تشريعية وسياسية واجتماعية مماثلة لمعالجة العنف على المرأة. ومع ذلك، يعتقد الخبراء في المجتمع الدولي عمومًا أن سن تشريعات عقابية فقط لمنع ومعاقبة العنف على المرأة لا يكفي لمعالجة المشكلة. فمثلًا: على الرغم من إصدار قوانين أكثر صرامة بشأن العنف على المرأة في بنغلاديش، إلا أن العنف على المرأة لا يزال في ارتفاع. بدلاً من ذلك، يُعتقد أن التغييرات المجتمعية الواسعة لمعالجة عدم المساواة بين الجنسين وتمكين المرأة ستكون هي السبيل للحد من العنف على المرأة.

## التأثير على المجتمع
وفقًا لمقال في مجلة الصحة وحقوق الإنسان وبغض النظر عن سنواتٍ عديدة من الدعوة ومشاركة العديد من المنظمات الناشطة النسوية، فإن قضية العنف على المرأة لا تزال واحدةً من أكثر أشكال انتهاكات حقوق الإنسان انتشارًا في جميع أنحاء العالم. يمكن أن يحدث العنف على المرأة في مجالات الحياة العامة والخاصة وفي أي وقت من عمرهم. غالباً ما يمنع العنف على النساء النساء من المساهمة بشكل كامل في التنمية الاجتماعية والاقتصادية والسياسية لمجتمعاتهن. تشعر العديد من النساء بالرعب من تهديدات العنف وهذا يؤثر جوهريًا على حياتهن فتتم إعاقتهن لممارسة حقوقهن الإنسانية، فعلى سبيل المثال يخشون المساهمة في تنمية مجتمعاتهم اجتماعياً واقتصادياً وسياسياً. بغض النظر عن ذلك، فإن الأسباب التي تؤدي إلى العنف على المرأة أو العنف القائم على نوع الجنس لا يمكن أن تتجاوز مجرد مسألة النوع الاجتماعي وإلى قضايا العمر والطبقة والثقافة والعرق والدين والتوجه الجنسي ومنطقة جغرافية محددة من أصلها.

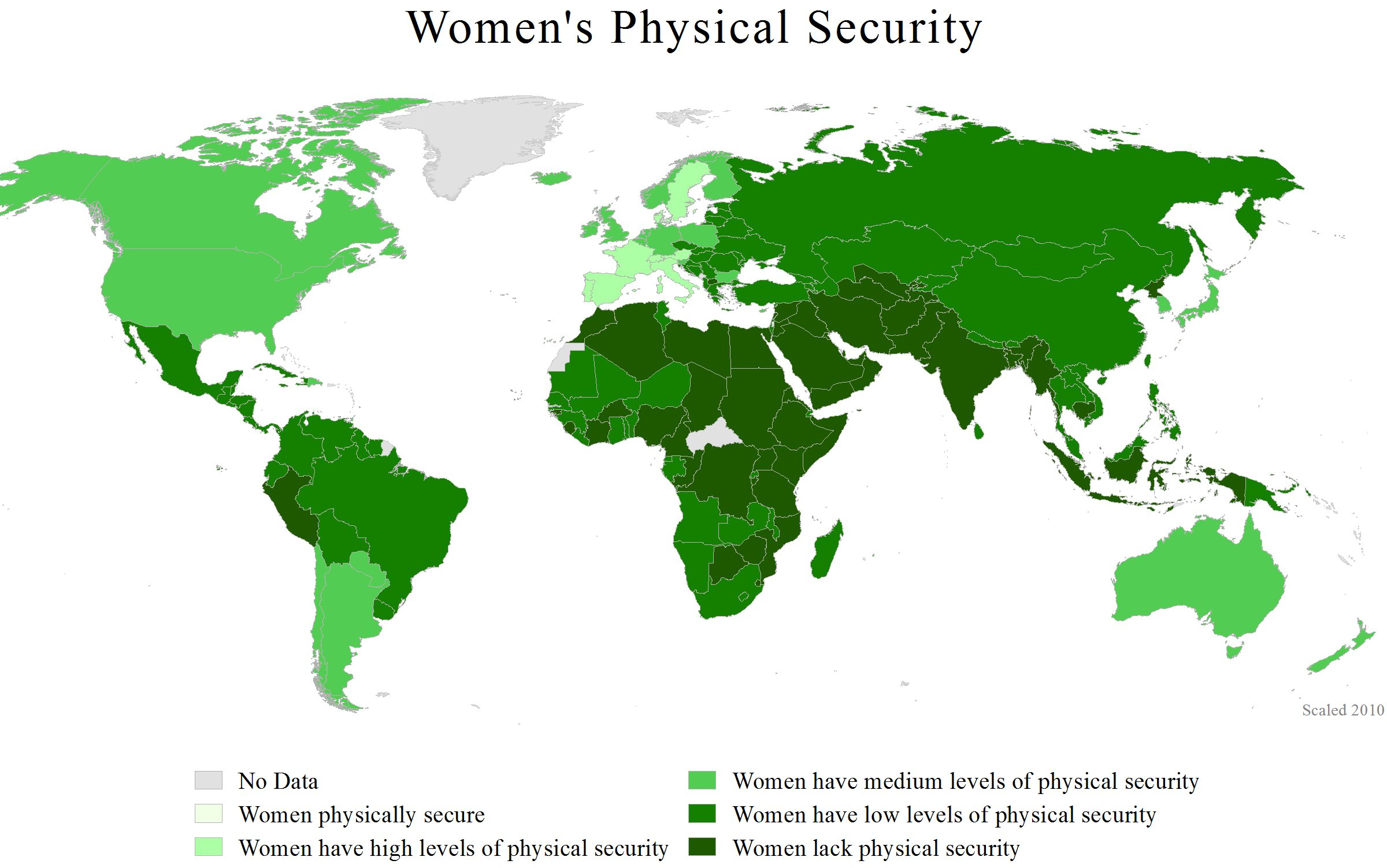
خارطة تبين المناطق الأكثر عنفاً ضد النساء،2011

والأهم من ذلك، بخلاف قضايا الأقسام الاجتماعية، يمكن أن يمتد العنف إلى معترك مشاكل الصحة ويصبح مشكلة أساسية في قطاع الصحة العامة. فمشكلة الصحة مثل مرض الإيدز هو سبباً آخر يؤدي إلى العنف. فالنساء اللاتي تعاني من ذلك المرض فهن هدفًا للعنف. أصدرت منظمة الصحة العالمية تقريراً بشأن العنف على المرأة يزيد من عبء خدمات الرعاية الصحية، التي تعاني من العنف قد تحتاج إلى خدمات الصحة وبسعر عال، مقارنة بالمرأة التي لا تعاني من العنف. لذلك أقر المجلس الأوروبي توصية أخرى تؤكد على فهم العنف على المرأة كقضية صحية غاية في الأهمية، ويُعد العنف على المرأة في القطاع الخاص أو البيت أوالعنف الأسري هو السبب الرئيس وراء «وفاة وإعاقة» النساء التي جابهت العنف.
علاوة على عدة دراسات أظهرت بأن هناك علاقة بين فقر علاج النساء والعنف الدولي. حيث كشفت تلك الدراسات بأن إحدى مؤشرات العنف الدولي والوطني هو العلاج السيئ للمرأة في المجتمع.

## جدول تصنيف نموذجي خاص بمنظمة الصحة العالمية

### خلال دورة الحياة
| المرحلة          | نوع العنف |
| قبل الولادة      | اختيار نوع الجنين، الإجهاض؛ تأثيرات الضرب المبرح أثناء الحمل على نتائج الولادة |
| الطفولة          | قتل الطفلة؛ تعرض للإساءة الجسدية، والجنسية، والنفسية |
| طفولة البنت      | زواج الطفل؛ تشوة أعضاء الفتاة؛ بسبب التعرض للإساءة الجسدية والجنسية والنفسية؛ وزنا المحارم؛ ودعارة الطفل والصور المخل للآداب |
| المراهقة والشباب | عنف المواعدة والمغازلة (الاعتداء برش الحمض والاغتصاب)؛ ممارسة الجنس بالإكراه (ممارسة فتيات المدارس للجنس مع "الحماه اللطفاء" في مقابل مصاريف الدراسة)؛ زنا المحارم؛ الإساءة الجنسية في مكان العمل؛ الاغتصاب؛ التحرش الجنسي؛ الدعارة بالإكراه والصور المخلة للآداب؛ تجارة النساء؛ عنف العشير؛ الاغتصاب في إطار الزواج؛ إساءة دفع المهر وجرائمه؛ قتل الشريك؛ الإساءة النفسية؛ إساءة النساء ذات الإعاقة الجسدية؛ والحمل بالإكراه |
| الشيخوخة         | الانتحار بالإكراه أو قتل الأرامل لأسباب اقتصادية؛ الإساءة الجنسية والجسدية والنفسية |

وقد ظهر تقدم ملحوظ اتجاه حماية المرأة من العنف عالمياً نتيجة لجهود وفيرة بالتعاون مع عدة حركات حقوق المرأة ومنظمات دولية حتى مجموعات المجتمع المدني. وجاء ذلك نتيجة العمل مع الحكومات عالمياً ودولياً بالإضافة إلى مجموعات المجتمع المدني لمحاربة العنف على المرأة خلال مجموعة مختلفة من البرامج. فمن بين الإنجازات التي حققتها حركات حقوق المرأة بخصوص العنف على الفتيات والنساء؛ كان حجر أساس الانجازات هو «إعلان بشأن القضاء على العنف على المرأة» الذي يحتوي «سياسياً نحو مجابهة العنف على المرأة» والاتفاق الملزم قانونيًا بشأن «اتفاقية القضاء على جميع أشكال التمييز ضد المرأة (سيدوا)». بالإضافة إلى قرار الجمعية العامة للأمم المتحدة التي أقرت يوم 25 نوفمبر كـيوم عالمي للقضاء على العنف على المرأة.

### تصنيف نموذج آخر: عبر الزمن
يظهر ذلك التصنيف من مقال نشر في جريدة أكاديمية بشأن العنف على المرأة أوجه التشابه في الأنواع المختلفة من العنف الممارس على المرأة طبقاً لفترة زمنية في حياة المرأة. برغم ذلك، ذلك التصنيف يصنف أنواع العنف وفقاً للمعتدي. وهناك نقطة مهمة للغاية تأخذ في الاعتبار وهي جميع أنواع العنف الذي يقع على المرأة وهو من معتدي تعرفه إذا كان عضو من العائلة أو شريك حميم وليس من غريب.

## الأنواع

### الاغتصاب
المقالة الرئيسية: الاغتصاب
الاغتصاب هو نوع من الاعتداء الجنسي وعادةً ما يتضمن الاتصال الجنسي. عادةً ما يُرتكب الاغتصاب من قبل الرجال ضد الأولاد والنساء والبنات. عادة ما يُعتدى على النساء أكثر من الأولاد والبنات وعادة من قبل شخص تعرفهم.
تعتبر جريمة الاغتصاب من أشد جرائم العنف على المرأة بل وتعتبر من الجرائم المتضمنة لتحديات تطال المجتمع بكافة عناصره القانونية والاجتماعية فآثاره المدمرة لا تقتصر على المغتصبة بل تمتد لتشمل المجتمع كافة ، وتشير التقارير إلى ازدياد هذه الجريمة في العالم .
ويتفاوت معدل الإبلاغ والمحاكمة والإدانة في حالات الاغتصاب اختلافًا كبيرًا في الولايات القضائية المختلفة، ويعكس هذا الأمر إلى حد ما مواقف المجتمع من هذه الجرائم. ويعتبر الاغتصاب أكثر جرائم العنف التي يتم الإبلاغ عنها. وبعد الاغتصاب، قد تواجه الضحية عنفًا أو تتلقى تهديدات بالعنف من المغتصب، وفي كثير من الثقافات، من أسرة الضحية وأقاربه. قد يرتكب المغتصب أو أصدقائه أو أقاربه عنفًا أو تخويفًا للضحية، كوسيلة لمنع الضحايا من الإبلاغ عن الاغتصاب، ومعاقبتهم على الإبلاغ عن ذلك، أو إجبارهم على سحب الشكوى؛ أو قد يرتكبها أقارب الضحية كعقاب على «جلب العار» للعائلة. وهذا هو الحال بصفة خاصة في الثقافات التي تكون فيها عذرية الإناث ذات قيمة عالية وتعتبر إلزامية قبل الزواج؛ وفي الحالات القصوى، تُقتل ضحايا الاغتصاب في جرائم الشرف. وقد يُجبر الضحايا على الزواج من المغتصب من أجل استعادة «شرف» الأسرة. وفي لبنان، تم إطلاق الحملة ضد قانون الاغتصاب اللبناني - المادة 522 في ديسمبر 2016 لإلغاء المادة التي سمحت للمغتصب بالهروب من السجن من خلال الزواج من ضحيته.
على الصعيد العربي ، وتحديدا في الأردن، وبعد ضغوطات كبيرة من نشطاء المجتمع المدني، تم الغاء المادة 308 من قانون العقوبات الأردني بتاريخ 1/8/2017 إلغاءً تاماً ضمن مشروع معدل للقانون، مما اعتبر انتصارا كبيرا للحركات النسوية وخطوة إضافية لإزالة النصوص التمييزية بحق النساء والفتيات في التشريعات. ويعتبر هذا الحذف إنهاءً لسياسة إفلات مرتكبي الجرائم الجنسية من العقاب. حيث تنص المادة 308 بأنها تعفي المغتصب من العقاب إذا تزوج ضحيته.
ووفر قرار الإلغاء المجال ليتم تقديم الخدمات للناجيات من الجرائم الجنسية وحمايتهن، وعلاجهن من الصدمات النفسية والمشاكل الجسدية والصحية، وإعادة تأهيلهن وإدماجهن في المجتمع لتجاوز الأثار المترتبة على ما تعرضن له من عنف جنسي، ومواصلة حياتهن من تعليم وعمل وبناء أسر قائمة على المودة والإحترام.
وفي وقت سابق كانت اللجنة القانونية في مجلس النواب متمسكة بتطبيق المادة 308 على الجرائم التي تجد فيها رضا للمجني عليها القاصر، وحماية للفتاة بأن يتم تزويجها من المغتصب. وهذه الجرائم هي جريمة مواقعة أنثى أكملت الخامسة عشرة ولم تكمل الثامنة عشرة من عمرها، وجريمة هتك عرض ذكر أو أنثى بغير عنف أو تهديد أكمل الخامسة عشرة ولم يكمل الثامنة عشرة، وجريمة خداع بكر تجاوزت الثامنة عشرة من عمرها بوعد الزواج ففض بكارتها أو تسبب في حملها. إضافة إلى رفع مدة الزواج لإعادة الملاحقة القانونية إذا تم الطلاق دون سبب مشروع إلى 10 أعوام في الجنايات و7 أعوام في الجنح.
ولا تزال هناك مطالبات عديدة في الأردن جراء الغاء هذا القانون من رفع سن الزواج حيث ان سن الزواج الأدنى أساساً في قانون الأحوال الشخصية هو الثامنة عشرة، وأن الإذن الخاص بتزويج الأقل سناً هو استثناء ولا يجب التوسع فيه، ولكن للأسف تم رصد عدد كبير ممن تم تزويجهن أقل من هذا السن بموافقة الأهل وازدياد الثقافة المجتمعية التي تدعو إلى (ستر البنت) في سن مبكرة.
وعودة إلى إلغاء المادة 308 فقد كان ضروريا لأن المجرم لا بد وأن يعاقب لوضع حد للجريمة وتحقيقاً للردع الخاص والعام. ولأن الضحية تعاني نفسيا وجسديا إذا تزوجها الجاني ويزيد من حالات العنف الجسدي ولا تحقق للضحية أية استقرار اذ غالبا ما ينتهي الزواج بعد فترة وجيزة.
وفي مجتمع محافظ وعشائري، يظل الصمت من قبل ضحايا الجرائم الجنسية هو سيد الموقف، ولهذا لا توجد احصائيات دقيقة ممن عانين من هذا الموضوع. وقد تم تشكيل التحالف المدني الأردني لإلغاء المادة 308، والذي يضم أكثر من 116 هيئة ومنظمة وجمعية في الأردن بالإضافة إلى مئات الأشخاص الناشطين والناشطات لتشكيل الضغط وتهيئة المجتمع الأردني بقبول الإلغاء.
وعلى الصعيد الدولي، تراوحت حالات الاغتصاب التي سجلتها الشرطة خلال عام 2008 بين 0.1 لكل 100.000 شخص في مصر و91.6 لكل 100.000 شخص في ليسوتو مع 4.9 لكل 100.000 شخص في ليتوانيا كـوسيط. في بعض البلدان، لا يتم الإبلاغ عن الاغتصاب أو تسجيله بشكل صحيح من قبل الشرطة بسبب ما يترتب على الضحية من وصمة عار.

### الاغتصاب الزوجي
المقالات الرئيسية: الاغتصاب الزوجي والعنف المنزلي
الاغتصاب الزوجي هو جنسُ غير محبّذ يرتكبه زوج الضحية. لا يزال الاغتصاب الزوجي قانونيًا في العديد من البلدان أو غير قانوني ولكنه مقبول على نطاقٍ واسع ومقبول بوصفه امتيازا للزوج. إن تجريم الاغتصاب الزوجي هو حديث، وقد حدث خلال العقود القليلة الماضية.
سابقاً كان القانون يتغاضي عن اغتصاب الزوجة أو الاغتصاب الزوجي أو يقابله بالتجاهل في كثير من الأحيان، ويُنظر للاغتصاب الزوجي الآن على نطاق واسع بأنه عنفٌ غير مقبول على المرأة ترفضه الاتفاقيات الدولية ويتزايد تجريمه. ومع ذلك، في العديد من البلدان لا يزال الاغتصاب الزوجي قانونيًا، أو أنه غير قانوني، لكن يتم التسامح معه في أحيان كثيرة وقبوله باعتباره حق للزوج. إن تجريم الاغتصاب الزوجي أمر حديث العهد، وقد حدث خلال العقود القليلة الماضية. حيث بدأ التصدي للفهم التقليدي للزواج، الاغتصاب، الجنس، أدوار الجنسين، وحق تقرير المصير في معظم البلدان الغربية خلال الستينيات والسبعينيات، مما أدى إلى تجريم الاغتصاب الزوجي الذي تلا ذلك خلال العقود اللاحقة. ومع بعض الاستثناءات البارزة، تم تجريمه خلال الثلاثين عاماً الماضية عندما سُنت معظم قوانين مكافحة الاغتصاب الزوجي. جعلت بعض الدول في الدول الاسكندنافية والكتلة الشيوعية السابقة في أوروبا الاغتصاب الزوجي غير قانوني قبل عام 1970، لكن معظم الدول الغربية لم تجرّمه إلا في الثمانينيات والتسعينيات. في كثير من أنحاء العالم، أصبحت قوانين مكافحة الاغتصاب الزوجي حديثة للغاية، حيث تم سنها في الألفية الجديدة.
في كندا، أصبح الاغتصاب الزوجي غير قانوني في عام 1983، عندما تم إجراء العديد من التغييرات القانونية، بما في ذلك تغيير قانون الاغتصاب إلى اعتداء جنسي، وجعل القوانين محايدة بين الجنسين. وفي أيرلندا، تم حظر الاغتصاب الزوجي في عام 1990. وفي الولايات المتحدة، بدأ تجريم الاغتصاب في إطار الزواج في منتصف سبعينيات القرن العشرين، وأصبحت ولاية كارولينا الشمالية في عام 1993 آخر ولاية تجعل الاغتصاب في إطار الزواج غير قانوني. وفي إنجلترا وويلز، أصبح الاغتصاب الزوجي غير قانوني في عام 1991. وقد ذكرت آراء السير ماثيو هيل، وهو قاضي من القرن 17، والتي نُشرت في تاريخ نداءات التاج (1736)، أن الزوج قد لا يكون مذنباً باغتصابه زوجته لأن الزوجة «قد وهبت نفسها في هذا الحالة لزوجها، والتي لا يمكنها أن تتراجع»؛ في إنجلترا وويلز، سيظل هذا القانون لأكثر من 250 عامًا، إلى أن تقوم لجنة الاستئناف التابعة لمجلس اللوردات بإلغائه، في حالة آر في آر في عام 1991. وفي هولندا، أصبح الاغتصاب الزوجي غير قانوني في عام 1991. كانت ألمانيا إحدى آخر الدول الغربية التي تجرم الاغتصاب الزوجي، في عام 1997.
العلاقة بين بعض الأديان (المسيحية والإسلام) والاغتصاب الزوجي مسألة خلافية. ويوضح الإنجيل في 1 كورنثوس 7:3-5 أن على المرء "واجبًا زوجيًا" وهي أن يقيم علاقة جنسية مع زوجته (مع المعارضة الشديدة لممارسة الجنس خارج نطاق الزواج، حيث يعتبر خطيئة) ويذكر "الزوجة ليست لديها سلطة على جسدها، إنما السلطة لزوجها، وبالمثل ليس للزوج سلطة على جسده، إنما السلطة لزوجته، وعليهم ألا يمتنعوا عن بعضهم البعض..." بعض الشخصيات الدينية المحافظة تفسر هذا على أنه يرفض احتمال الاغتصاب الزوجي. ويشير الإسلام إلى العلاقات الجنسية في الزواج أيضًا، وعلى الأخص: "قال رسول الله، "إذا دعا الرجل امرأته إلى فراشه فأبت أن تجئ فبات غضبان عليها لعنتها الملائكة حتى تصبح"، والحديث يدل بوضوح لكل من يقرؤه أن الزوج قد بات ولم يكره زوجته على العلاقة بينمهما ولذلك بات غضبان، فالعقاب ديني أخروي وليس بدنيًا. وقد تم انتقاد العديد من التعليقات حول قضية الاغتصاب الزوجي التي أدلى بها بعض علماء الدين المسلمين.

### العنف الأسري
المقالات الرئيسية: العنف الأسري وعنف الشريك الحميم
إن النساء هم أكثر عرضة للأذى من قبل شخص تربطهن به علاقة حميمة، ويطلق عليه عادة «عنف الشريك الحميم». ولا تميل الشرطة إلى الإبلاغ عن حالات عنف الشريك الحميم وبالتالي يجد الكثير من الخبراء صعوبة في تقدير الحجم الحقيقي للمشكلة. بالرغم من أن هذا النوع من العنف غالباً ما يُعتبر مشكلة ضمن سياق العلاقات الجنسية بين الجنسين، إلا أنه يحدث أيضًا في العلاقات الجنسية بين المثليين، وعلاقات الابنة والأم، وعلاقة شريكة السكن والعلاقات الأسرية الأخرى التي تنطوي على امرأتين، إذ أن العنف على المرأة في العلاقات المثلية النسائية شائع مثل العنف على المرأة في العلاقات بين الجنسين.
النساء أكثر عرضة من الرجال للقتل على يد الشريك الحميم، ففي الولايات المتحدة، في عام 2005، قُتلت 1181 امرأة على أيدي شركائهن الحميمين، مقارنة بـ 329 رجلاً، وفي إنجلترا وويلز، تتعرض حوالي 100 امرأة للقتل على أيدي شركاء حاليين أو سابقين كل عام بينما قتل 21 رجلاً في عام 2010، وفي فرنسا، في عام 2008، قُتلت 156 امرأة على أيدي شركائهن، مقارنة بـ 27 رجل. وفقًا لمنظمة الصحة العالمية، فإن ما يصل إلى 38٪ من جرائم قتل النساء يرتكبها شريك حميم، على مستوى العالم، كما وجد تقرير للأمم المتحدة تم جمعه من عدد من الدراسات المختلفة التي أجريت في 71 دولة على الأقل، أن العنف المنزلي على المرأة هو الأكثر انتشارًا في إثيوبيا. وجدت دراسة أجرتها منظمة عموم أمريكا للصحة في 12 دولة في أمريكا اللاتينية أن أعلى نسبة انتشار للعنف المنزلي ضد النساء موجودة في بوليفيا. في أوروبا الغربية، توجد دولة تلقت انتقادات دولية كبيرة نظراً للطريقة التي تعاملت بها بشكل قانوني مع قضية العنف على المرأة، وهي فنلندا، وقد أشار مؤلفون إلى أن المستوى العالي من المساواة للمرأة في المجال العام (كما هو الحال في فنلندا) لا ينبغي مساواته أبدًا بالمساواة في جميع جوانب حياة المرأة الأخرى.

#### التخطيط للتشخيص
قامت لجان التخطيط والبحوث المسؤولة عن الدليل التشخيصي والإحصائي للاضطرابات النفسية الطبعة الخامسة (2013) والتابعة للجمعية الأمريكية للأطباء النفسيين بمناقشة سلسلة من الاضطرابات الجديدة في العلاقات، والتي تشمل اضطرابات الصراع الزوجي بدون عنف أو اضطراب الإساءة الزوجية (اضطرابات الصراع الزوجي مع العنف). يتوجه الأزواج الذين يعانون من الاضطرابات الزوجية في بعض الأحيان إلى الحصول على الاهتمام الطبي لأن الزوجين يدركان عدم الرضا طويل الأمد بزواجهما ويأتيان إلى الطبيب بمبادرة خاصة أو يتم إحالتهما بواسطة أخصائي رعاية صحية خبير. ثانياً، يوجد عنف خطير في الزواج - «عادة ما يضرب الزوج الزوجة». في هذه الحالات، تكون غرفة الطوارئ أو السلطة القانونية أول من يخطر الطبيب. والأهم من ذلك، أن العنف الزوجي «عامل خطر رئيسي للإصابة الخطيرة وحتى الوفاة، والنساء اللائي يتعرضن للزيجات العنيفة أكثر عرضة للإصابة أو القتل الخطير (المجلس الاستشاري الوطني المعني بالعنف على المرأة 2000)». يضيف مؤلفو هذه الدراسة، «هناك جدل كبير حالي حول ما إذا كان من الأفضل اعتبار العنف الزوجي بين الذكور والإناث انعكاسًا للأمراض النفسية والسيطرة لدى الذكور أو ما إذا كانت هناك قاعدة تجريبية وفائدة ما يمكن للطبيب أن يلاحظها لتصوير هذه الأنماط على أنها ذات علاقة.»
يجب أن تتضمن توصيات الأطباء السريريين الذين يقومون بتشخيص الاضطرابات الزوجية، تقييم عنف الذكور الفعلي أو «المحتمل» بانتظام حيث يقومون بتقييم احتمال الانتحار في مرضى الاكتئاب. علاوة على ذلك، "يجب أن يظل الأطباء يقظين بعد أن تنفصل زوجة تتعرض للضرب عن زوجها، لأن بعض البيانات تشير إلى أن الفترة التي تعقب انفصال الزوجية مباشرة هي الفترة التي تشكل خطراً أكبر على النساء، حيث يقوم كثير من الرجال بـملاحقة وضرب زوجاتهن في محاولة لحملهم على العودة أو معاقبتهم على المغادرة. يمكن أن تستكمل التقييمات الأولية لاحتمالات العنف في الزواج من خلال المقابلات والاستبيانات الموحدة، والتي كانت وسائل موثوقة وفعالة في استكشاف العنف الزوجي بشكل أكثر منهجية".
يختتم المؤلفون بما يسمونه «معلومات حديثة جدًا» حول الزيجات العنيفة، حيث يشيرون إلى أنه «بمرور الوقت قد يهدأ ضرب الزوج إلى حد ما، ولكن ربما لأنه أخاف زوجته بنجاح. كذلك فإن خطر العنف يبقى قوياً في الزواج الذي كان العنف سمة من سماته في الماضي، وبالتالي، فإن العلاج ضروري في هذه الحالة؛ فالطبيب لا يمكنه الانتظار والمراقبة». الأولوية السريرية الأكثر إلحاحًا هي حماية الزوجة لأنها الأكثر تعرضًا للخطر، ويجب على الأطباء أن يكونوا مدركين أن الإصرار على دعم الزوجة التي تتعرض للضرب قد يؤدي إلى المزيد من الضرب أو حتى الموت.

#### جرائم الشرف
جرائم الشرف هي شكل شائع من أشكال العُنف على المرأة في أجزاء معينة من العالم. يرتكبها أفراد الأسرة (عادةً ما يتركبها الأزواج، الآباء، الأعمام أو الأشقاء) ضد النساء في الأسرة الذين يُعتقد أنها جلبت العار للعائلة. ويعتقد أن موت المرأة الجالبة للعار هو الوسيلة لاسترداد الشرف. تُعتبر جرائم القتل هذه ممارسة تقليدية، كما يُعتقد أن مصدرها عادات قبلية حيث يمكن أن يكون الإدعاء على المرأة كافيا لتدنيس سمعة الأسرة. تُقتل النساء لأسباب مثل رفض الزواج المدبر، كونهن في علاقة لا يرضى عنها أقربائهن، محاولة الانفصال، ممارسة الجنس خارج نطاق الزواج، كونهن ضحية الاغتصاب، وارتداء الملابس بطرق تعتبر غير ملائمة.
تشيع جرائم الشرف في دول مثل أفغانستان، مصر، العراق، الأردن، لبنان، ليبيا، المغرب، باكستان، المملكة العربية السعودية، سوريا، تركيا، واليمن. تحدث جرائم الشرف أيضًا في مجتمعات المهاجرين في أوروبا والولايات المتحدة وكندا. وعلى الرغم من أن جرائم الشرف ترتبط غالبًا بالشرق الأوسط وجنوب آسيا، إلا أنها تحدث في أجزاء أخرى من العالم أيضًا. في الهند، تقع جرائم الشرف في المناطق الشمالية من البلاد، ولا سيما في ولايات البنجاب وهاريانا وبيهار وأوتار براديش وراجستان وجهارخاند وهيماتشال براديش ومادهيا براديش. في تركيا، تشكل جرائم الشرف مشكلة خطيرة في جنوب شرق الأناضول.

#### عنف المهر
يشيع تقليد المهر في جنوب آسيا وخاصة في الهند، حيث يعتبر الدافع وراء العديد من أشكال العنف على المرأة. حرق العروس هو شكل من أشكال العنف على المرأة التي يتم فيها قتل العروس في المنزل من قبل زوجها أو عائلة زوجها بسبب استيائه من المهر الذي قدمته عائلتها. تشير وفيات المهر إلى ظاهرة قتل النساء والفتيات أو الانتحار بسبب النزاعات المتعلقة بالمهر. يشيع عنف المهر في الهند وباكستان وبنغلاديش ونيبال. في الهند، في عام 2011، أبلغ المكتب الوطني لسجلات الجريمة عن 8618 وفاة بسبب المهر، في حين تشير الأرقام غير الرسمية إلى أن الأرقام أعلى بثلاثة أضعاف على الأقل.

#### الزواج القسري
المقالة الرئيسية: زواج بالإكراه
الزواج القسري هو زواج يتزوج فيه أحد الطرفين أو كليهما رغما عنهما. الزيجات القسرية شائعة في جنوب آسيا والشرق الأوسط وأفريقيا. تُساهم عادات صداق ومهر العروس الموجودة في أجزاء كثيرة من العالم في هذه الممارسة. غالباً ما يكون الزواج القسري نتيجة نزاع بين العائلات، حيث يتم «حل» النزاع عن طريق إعطاء أنثى من عائلة إلى أخرى.
لا زالت عادة اختطاف العروس موجودة في بعض بلدان آسيا الوسطى مثل قيرغيزستان وكازاخستان وأوزبكستان والقوقاز أو أجزاء من أفريقيا، وخاصة إثيوبيا. يختطف العريس الفتاة أو المرأة التي سيتزوجها وغالبًا ما يساعده أصدقاؤه. غالبا ما تُغتصب الضحية من قبل العريس، وقد يحاول بعد ذلك التفاوض على الصداق مع شيوخ القرية لإضفاء الشرعية على الزواج.
يمارس بعض السكان في تنزانيا الزواج القسرية وزواج الأطفال. تُباع الفتيات من قبل عائلاتهن إلى الرجال الأكبر سنًا للحصول على إعانات مالية، وغالبًا ما تتزوج الفتيات بمجرد بلوغهن سن البلوغ والذي قد يكون سبع سنوات. بالنسبة لكبار السن من الرجال تمثل هذه العرائس الشابات رموزاً للذكورة والإنجاز. تتحمل الأطفال العرائس ممارسة الجنس القسري مما يتسبب في مخاطر صحية ومعوقات النمو. عادة لا يكملن الفتيات الصغيرات في الزواج بالإكراه تعليمهن الابتدائي. وغالباً ما يتم تمييز الطالبات المتزوجات والحوامل وطردهن واستبعادهن من المدرسة. لا يتناول قانون الزواج حاليا قضايا الوصاية وزواج الأطفال. لا تتم معالجة مسألة زواج الأطفال بما فيه الكفاية في هذا القانون ولا تحدد سوى سن 18 عامًا كحد أدنى للأولاد في تنزانيا. يجب فرض حد أدنى للسن على الفتيات لوقف هذه الممارسات وتزويدهن بحقوق متساوية وحياة أقل ضرراً.

#### التغذية القسرية
في بعض البلدان ولا سيما موريتانيا، يتم تسمين الفتيات الصغيرات بالقوة لإعدادهن للزواج، لأن السمنة تعتبر مرغوبة. تُعرف ممارسة التغذية القسرية هذه بـ البلوح أو التسمين.
تعود هذه الممارسة إلى القرن الحادي عشر وتفيد التقارير أنها عادة للظهور بشكل واضح بعد أن سيطر المجلس العسكري على البلاد في عام 2008.

#### سوء المعاملة المتعلقة بتفضيل الابن الذكر
تفضيل الابن الذكر هو عادة متأصلة في أسباب اللامساواة الجنسانية والتي تنتشر في العديد من البلدان وتوجد في بعض الأديان والطبقات. مع أن التفضيل لجنس معين للطفل قد يكون أمراً شائعاً بصورة مطلقة في العديد من الثقافات، فإن هذا التفضيل قد يكون قويًا لدرجة أنه يؤدي إلى رفض الطفل أو إلى العنف على الأم، وقد يتجاوز الحد ليصل إلى العنف المنزلي وإساءة معاملة الأطفال والعنف على المرأة. تشيع هذه الأشكال من تفضيل الابن بصفة خاصة في مناطق من جنوب آسيا وشرق آسيا القوقاز. وتشمل مظاهر هذه الممارسات الإجهاض الانتقائي حسب الجنس، وأد البنات، وهجر الأطفال من الإناث، وكذلك تفضيل الأبناء فيما يتعلق بتخصيص الموارد الأسرية.
لكل من الصين والهند نزعة تفضيل قوية للغاية للابن. في الصين، كانت سياسة الطفل الواحد مسؤولة إلى حد كبير عن نسبة الذكور إلى الإناث غير المتوازنة. فالإجهاض الانتقائي بسبب الجنس، وكذلك رفض الطفلة أمر شائع. «غرف الموت» هو فيلم وثائقي تلفزيوني عام 1995 عن دور الأيتام الصينية، قام الفيلم بتوثيق كيف تخلى الآباء عن بناتهم حديثي الولادة في دور الأيتام، حيث يترك الموظفون الأطفال في الغرف ليموتوا من العطش أو الجوع. وثمة مظهر آخر من مظاهر تفضيل الأطفال هو العنف الذي يمارس ضد الأمهات اللاتي يلدن الفتيات.

### رش الحمض
المقال الرئيسي: رش الحمض
يُعرَّف رش الحمض الذي يُطلق عليه أيضًا الهجوم الأسيدي، أو الفيتوريولاج، بأنه إلقاء الأسيد على جسم الشخص بقصد إصابته أو تشويهه بدافع الغيرة أو الانتقام. إن أكثر أنواع الحمض شيوعًا في هذه الهجمات هي الكبريت أو النيتريك أو حمض الهيدروكلوريك. يقوم مرتكبو هذه الهجمات بإلقاء الأسيد على ضحاياهم عادة على وجوههم وحرقهم وإلحاق الضرر بنسيج الجلد، وكثيرًا ما يعرضون العظام ويذيبونها أحيانا. تشمل العواقب طويلة المدى لهذه الهجمات العمى وندبات دائمة في الوجه والجسم. نسبة 75-80 ٪ من الحالات الضحايا هن من النساء والفتيات. غالبًا ما ترتبط الهجمات الحمضية بالنزاعات المنزلية، بما في ذلك نزاعات المهر، ورفض طلب الزواج، أو رفض محاولات التقرب الجنسي. تنتشر هذه الهجمات في جنوب آسيا، في بلدان مثل بنغلاديش وباكستان والهند؛ وفي جنوب شرق آسيا، وخاصة في كمبوديا.

### الإكراه الإنجابي
المقالات الرئيسية: الإكراه الإنجابي، الحمل القسري، واخطتاف العروس
الإكراه على الإنجاب هو شكل من أشكال العنف المنزلي أو عنف نابع من الشريك الحميم، والذي ينطوي على سلوك عنيف أو متلاعب أو خادع ضد الصحة الإنجابية أو الحقوق الإنجابية ضمن هذة العلاقة الحميمة ويشمل مجموعة من السلوكيات التي تهدف إلى الحمل الاجبارى. يستخدم الإكراه في الإنجاب للحفاظ على السلطة والسيطرة والهيمنة داخل العلاقة وعلى الشريك خلال فترة الحمل غير المرغوب فيه. هذه السيطرة على الإنجاب مرتبطة بشكل كبير بالحمل غير المرغوب.
الحمل القسري هو إجبار امرأة أو فتاة على الحمل، وغالبًا ما يكون ذلك كجزء من الزواج القسري، بما في ذلك عن طريق اختطاف العروس، أو عن طريق الاغتصاب (بما في ذلك الاغتصاب الزوجي، الاغتصاب أثناء الحرب، والاغتصاب الإبادي) أو كجزء من برنامج تربية العبيد. في القرن العشرين، مارست بعض الحكومات الاستبدادية الزواج القسري الذي تفرضه الدولة بهدف زيادة عدد السكان، ولا سيما خلال نظام الخمير الحمر في كمبوديا، الذي أجبر الناس بشكل منتظم على الزواج وعلى إنجاب أطفال، من أجل زيادة عدد السكان واستمرار الثورة. يرتبط الحمل القسري ارتباطاً وثيقاً بعادة الصداق.
في إطار الخطاب المتعلق بالحقوق الإنجابية، كثيراً ما تناقش مسألة الإجهاض. يندرج قانون الإجهاض ضمن اختصاص كل بلد، رغم أن الإجهاض القسري محظور بموجب القانون الدولي. وتحظر اتفاقية اسطنبول الإجهاض القسري والتعقيم القسري (المادة 39). تعتبر بعض المنظمات أيضا مسألة استمرار مشكلة الحمل القسري (أي حرمان المرأة من الإجهاض الآمن والقانوني) انتهاكًا لحقوق المرأة، رغم عدم وجود التزامات دولية ملزمة بشأن هذه المسألة. ومع ذلك، فإن اللجنة المعنية بالقضاء على التمييز ضد المرأة تعتبر تجريم الإجهاض «انتهاكات للصحة والحقوق الجنسية والإنجابية للمرأة» وشكلًا من أشكال «العنف القائم على نوع الجنس» تنص الفقرة (18) من توصيتها العامة رقم (35) بشأن العنف على المرأة على أساس نوع الجنس، وتحديث التوصية العامة رقم (19) «على أن انتهاكات الصحة الجنسية والإنجابية للمرأة وحقوقها، مثل التعقيم القسري والإجهاض القسري والحمل القسري وتجريم الإجهاض، إنكار أو تأخير الإجهاض الآمن ورعاية ما بعد الإجهاض، واستمرار الحمل القسري، وإساءة معاملة النساء والفتيات اللاتي يلتمسن معلومات عن الصحة الجنسية والإنجابية، والسلع والخدمات، تشكل أشكالا من أشكال العنف القائم على نوع الجنس الذي قد يصل، حسب الظروف، إلى مستوى التعذيب أو المعاملة القاسية أو اللاإنسانية أو المهينة.»

### عنف العصابات
كان هناك عدة هجمات ضد النساء العازبات في حاسي مسعود في الجزائر، ومنذ العام 2011 تستمر أعمال العنف على النساء في حاسي مسعود في الجزائر، ولاسيما في المسيلة.
وفقاً لـمنظمة العفو الدولية «تعرضت بعض النساء للعنف الجسدي» وتم استهدافهن «ليس لأنهن نساء، ولكن لأنهن يعشن وحيدات ومستقلات اقتصادياً».

### عنف فترة المواعدة
لمزيد من المعلومات: العنف خلال فترة المواعدة، العنف على المراهقين خلال فترة المواعدة
عنف فترة المواعدة هو ممارسة الإكراه أو التخويف أو الاعتداء أثناء فترة المواعدة أو التودد، كما أنه يحدث عندما يحاول أحد الشركاء امتلاك القوة والسيطرة بشكل مسيء. يعرّف مركز الأمراض عنف فترة المواعدة بأنه «العنف الجسدي أو الجنسي أو العاطفي وأيضاً التربص والمراقبة خلال فترة المواعدة»، ومن الشائع في بعض الدول أن يقوم الرجال كبار السن ب «المواعدة التعويضية» مع الفتيات القاصرات، وتسمى هذه العلاقات في اليابان بإنجو كوساي enjo kōsai، وهذه الممارسات شائعة في بعض الدول الآسيوية مثل تايوان وكوريا الجنوبية وهونج كونج.
وقد أدانت منظمة الصحة العالمية «ممارسة الجنس بالإكراه» (على سبيل المثال فتيات المدارس اللائي مارسن الجنس مع رجال أكبر سناً) واعتبرته أحد أنواع العنف على المرأة.

### العنف الجنسي في حرم الجامعات
لمزيد من المعلومات: اعتداء جنسي داخل الحرم الجامعي
يعتبر العنف الجنسي في حرم الجامعات مشكلةً رئيسية في الولايات المتحدة. وفقًا لاستنتاج دراسة كبرى حول الاعتداء الجنسي على الحرم الجامعي: «تشير بيانات هذه الدراسة إلى أن النساء في الجامعات معرضات بشكل كبير لتجربة الاعتداء الجنسي». كذلك تم عمل بحث حول نفس الموضوع في بلدان أخرى ككندا والمملكة المتحدة ونيوزيلندا.

### قيود على حرية التنقل
يتم تقييد حرية تنقل النساء بشدة في كثير من الدول. حرية التنقل حق أساسي معترف به في الصكوك الدولية، بما في ذلك المادة 15(4) من اتفاقية القضاء على جميع أشكال التمييز ضد المرأة، ومع ذلك هناك بعض البلدان التي لا يسمح قانونها للنساء بمغادرة المنزل دون وصيّ ذكر (قريب أو زوج). حتى في البلدان التي لا توجد فيها قوانين تقيّد حرية تنقل المرأة بمفردها، هناك عادات وتقاليد مجتمعية، كالبردة – ممارسة دينية واجتماعية لعزل النساء سائدة في بعض المجتمعات الإسلامية والهندوسية في جنوب آسيا. أيضاً دول كثيرة لديها العديد من القوانين حول نوع الملابس التي يجب أن ترتديها أو لا ترتديها المرأة في الأماكن العامة (استعرض الحجاب حسب البلد).
تجبر النساء في بعض الثقافات إلى العزلة الاجتماعية في فترة الحيض، على سبيل المثال هناك أجزاء من النيبال يتم فيها إجبار النساء على العيش في حظائر، ويحرم عليهن لمس الرجال أو حتى دخول فناء البيت، ويمنعن من التغذي على اللبن والزبادي والزبدة واللحوم وغيرها من الأطعمة، ظناً من المجتمع بأنهن سيلوثهن هذه الأغذية. (انظر شوبادي). ونتيجة لهذه الممارسات ماتت العديد من النساء إما بسبب الجوع أو سوء الطقس أو لدغات الثعابين، وفي الثقافات التي يحظر فيها على النساء التواجد في الأماكن العامّة غالباً ما تواجه النساء اللائي ينتهكن هذه القيود العنف، إما بموجب القانون أو العرف.

### انعدام الرعاية الطبية
تُحرم النساء في أنحاء متعددة من العالم من الرعاية الطبية، ويعتبر الحرمان من الحصول على المساعدة الطبية إلى جانب عدم الحصول على الخدمات الأخرى أحد أنواع العنف الاجتماعي والاقتصادي على المرأة. وفقاً لمنظمة الصحة العالمية «التمييز في أماكن الرعاية الصحة يتخذ أشكالاً عديدة، وغالباً ما يظهر ذلك عندما يُحرم فرد أو مجموعة من الوصول إلى خدمات الرعاية الصحية التي تكون متاحة للآخرين، ويمكن أن يحدث ذلك أيضاً عند الحرمان أو نقص الخدمات التي تحتاجها فئة معينة دون غيرها، كالنساء».
قد تحرم النساء من الرعاية الصحية للعديد من الأسباب، منها عدم وجود حرية في التنقل تسمح لهن بمغادرة المنزل للذهاب إلى المنشأة الطبية، شحة الموارد المالية، الحاجة لموافقة الزوج أو أحد الأقارب الذكور (في القانون أو في الممارسة العملية) لحصول المرأة على الرعاية الطبية.
من النتائج الشائعة للحرمان من الرعاية الطبية هي وفيات الأمهات. على الصعيد العالمي، هناك أكثر من 300,000 (ثلاثمائة ألف) حالة وفاة للأمهات، وتحدث نسبة 99% (تسعة وتسعون بالمائة) في البلدان النامية، وتحدث غالبية حالات الحرمان من الرعاية الطبية في جانب الصحة الإنجابية والجنسية. تتجنب النساء في بعض الأحيان النظام الطبي وذلك خوفاً من إبلاغ الشرطة أو التعرض للعنف من قبل العائلة بسبب ممارستهن للجنس قبل الزواج أو تعرضهن للعنف الجنسي، وفي بعض أجزاء أمريكا اللاتينية، ومع وجود قوانين صارمة لمكافحة الإجهاض، تتجنب النساء الحوامل النظام الطبي خوفاً تقوم السلطات بالتحقيق معهن في حالة قمن بعملية إجهاض أو ولد الجنين ميتاً أو كان لديهن مشاكل أخرى مع الحمل، وتعتبر مقاضاة هؤلاء النساء أمرُ شائعُ للغاية في أماكن مثل السلفادور.

### الملاحقة
المقال الرئيسي: ملاحقة
الملاحقة هي اهتمام مفرط أو غير مرغوب فيه من قبل شخص أو مجموعة تجاه شخص آخر، غالباً ما يظهر من خلال التحرش المستمر، والترهيب، أو رصد وتتبع الضحية. غالباً ما تفهم الملاحقة على أنها «مسار سلوك موجه نحو شخص معين، والذي يتسبب في شعور الشخص الراشد بالخوف». بالرغم من أن الملاحقين يتم تصويرهم في كثير من الأحيان على أنهم غرباء، إلا أنهم أشخاص معروفين في أغلب الأحيان، مثل شريك سابق أو حالي، أو أصدقاء، أو زملاء عمل أو معارف. طبقاً لنتائج الدراسة الاستقصائية الوطنية بشأن العنف على المرأة التي أجريت في أميركا، فإن 23% فقط من الضحايا الإناث كن ملاحقات من قبل الغرباء. يمكن أن تكون الملاحقة من قبل الشركاء خطرة للغاية، فقد تتصاعد أحياناً إلى عنف شديد، بما في ذلك القتل. أشارت إحصائيات الشرطة في أستراليا في التسعينات إلى أن 87.7% من الملاحقون الجناة كانوا ذكور و82.4% من ضحايا الملاحقة كن إناث.

### التحرش الجنسي
المقال الرئيسي: التحرش الجنسي
يُعد التحرش الجنسي سلوك مسيء وغير مدعوم وغير مرحب به ذي طبيعةٍ جنسية، عادةً في مكان العمل أو الدراسة والذي قد يتضمن الترهيب، أو التنمر، أو الإكراه ذو الطبيعة الجنسية أو الوعد الكاذب بالمكافآت مقابل الحصول على خدمات جنسية. قد يكون التحرش لفظي أو جسدي وغالباً ما يرتكبه شخص في مركز سلطة ضد المرؤوس. يعتبر التحرش الجنسي شكل من أشكال التمييز في أميركا، والذي ينتهك الباب السابع من قانون الحقوق المدنية لعام 1964. تُعرِّف اتفاقية مجلس أوروبا للوقاية من العنف على النساء والعنف المنزلي ومكافحتهما، التحرش الجنسي على أنه «أي شكل غير مرغوب فيه من أشكال السلوك ذي الطبيعة الجنسية، لفظي أو غير لفظي أو جسدي، يتمثل هدفه أو أثره في انتهاك كرامة الشخص، خاصة عند خلق بيئة ترهيب أو عنيفة، أو مهينة، أو عدائية، أو مسيئة.»

### الإتجار بالبشر والبغاء القسري
المقالات الرئيسية: الإتجار بالبشر والبغاء القسري

يشير الاتجار بالبشر إلى حيازة الأشخاص بوسائل غير مشروعة، مثل القوة، أو الاحتيال، أو الخداع بهدف استغلالهم، وهذا طبقاً لتصريح بروتوكول منع وقمع ومعاقبة الاتجار بالأشخاص، وبخاصة النساء والأطفال.
«الإتجار بالأشخاص» يعني تجنيد، أو إبعاد، أو نقل، أو إيواء أو استقبال الأشخاص، بوسائل مثل التهديد أو استخدام القوة أو أشكال أخرى من الإكراه، أو الخطف، أو الاحتيال، أو الخداع أو إساءة استخدام السلطة، أو موقف ضعف، أو منح وتلقي مدفوعات أو منافع من أجل الحصول على موافقة شخص لديه سيطرة على شخص آخر، لغرض الاستغلال. يشمل الاستغلال، كحد أدنى، استغلال بغاء الآخرين أو أشكال أخرى من الاستغلال الجنسي، أو السخرة أو الخدمات القسرية، أو الاستعباد أو ممارسات شبيهة للرق، أو العبودية، أو انتزاع الأعضاء.
بسبب الطبيعة غير القانونية للإتجار؛ فإن البيانات الموثوقة حول مدى انتشاره محدودة للغاية. تؤكد منظمة الصحة العالمية أن «الدلائل الحالية تقترح بقوة أن من يتم المتاجرة بهم في صناعة الجنس، وفي الخدمة المنزلية، يكونون على الأرجح من النساء والأطفال.» أفادت دراسة أجريت على النساء المتاجر بهن، في أوروبا عام 2006، أن هؤلاء النساء تعرضن لأشكال خطرة من الأذى، مثل العنف الجسدي أو الجنسي، وأنه أثر على صحتهم الجسدية والنفسية.
البغاء القسري هو دعارة تحدث بالإكراه من قبل طرف ثالث. في البغاء القسري، من يمارس السيطرة على الضحية، هو الطرف أو الأطراف التي تجبرها على الخضوع لأفعال جنسية غير مرغوب بها.

### سوء معاملة الأرامل
المقال الرئيسي: الأرملة
انظر أيضاً: وراثة الأرملة والتطهير الجنسي
الأرملة هي المرأة التي توفى زوجها. تتعرض الأرامل في بعض الأماكن حول العالم، إلى أشكال خطرة من الأذى، غالباً ما تكون مدفوعة بالممارسات التقليدية مثل وراثة الأرملة. التضحية بالأرامل (مثل طقس السُتّي) كان أمراً سائداً تاريخاً  في ثقافات مختلفة (خاصة في الهند). بالرغم من أن السُتّي ممارسة شبه بائدة في الهند اليوم، إلا أن بعض الحوادث المنفردة وقعت في السنوات الأخيرة، كما حدث عام 1987 عندما حُرقت رووب كانوار، كما وقعت عدة حوادث في مناطق ريفية عام 2002، و2006. الأرامل هن الأكثر عرضة في أغلب الأحيان  لمواجهة الاتهام بأنهم ساحرات، ويقتلن. في أجزاء من إفريقيا، مثل كينيا، ينظر إلى الأرامل على أنهن نجس ويحتجن التطهير، هذا عادة يستوجب ممارسة الجنس مع شخص ما. النساء اللاتي يرفضن التطهير يخاطرن بتعرضهن للضرب من قبل القرويين المؤمنون بالخرافات، الذين قد يؤذون أبناء من ترفض. يقال أن هذا التصرف نشأ من فكرة أنه إن توفى الرجل، فقد تكون زوجته مارست أعمال السحر ضده. وراثة الأرملة (وتعرف أيضاً باسم وراثة العروس) هي ممارسة ثقافية واجتماعية، حيث يطلب من الأرملة ان تتزوج أحد أقارب زوجها الراحل، غالباً أخاه.

### اتهامات بالسحر
اشتهرت محاكمات السحرة في أوائل العصر الحديث (ما بين القرن 15 و18) في أوروبا وفي مستعمرات أوروبا في أمريكا الشمالية . ومازالت حتى يومنا هذا هناك مناطق من العالم مثل أجزاء من أفريقيا جنوب الصحراء الكبرى والريف شمال الهند وبابوا غينيا الجديدة، حيث هناك معتقد بأن أناس عديدة تمارس الشعوذة، وتتعرض النساء المتهمات بالسحر لعنف شديد. بالإضافة إلى ذلك، هناك بلدان يحكمها قانونًا جنائيًأ ضد أعمال السحر، ففي المملكة العربية السعودية، ممارسة السحر هي جريمة عقابها الإعدام.

### عنف دولة

#### اغتصاب وعبودية جنسية أثناء نزاع عسكري في حرب
توفر سيطرة الطبقة العسكرية بيئات خاصة التي تسمح بزيادة العنف على المرأة. رافق الاغتصاب الحروب في كل حقبة تاريخية معروفة. بالإضافة إلى ذلك، ذُكِر الاغتصاب في الحرب عدة مرات في الكتاب المقدس: «أَنِّي أَجْمَعُ جَمِيعَ الأُمَمِ عَلَى أُورُشَلِيمَ لِتُحَارِبَهَا، فَتُؤْخَذُ الْمَدِينَةُ وَتُنْهَبُ الْبُيُوتُ وَتُغْتَصَبُ النِّسَاءُ...» زكريا 14:2. وأيضًأ: «وَتُحَطَّمُ أَطْفَالُهُمْ أَمَامَ عُيُونِهِمْ، وَتُنْهَبُ بُيُوتُهُمْ وَتُفْضَحُ نِسَاؤُهُمْ.» إشعياء 13:16.
الاغتصاب في الحرب هي عمليات اغتصاب يرتكبها الجنود أو المقاتلون الآخرون أو المدنيون، أثناء النزاع المسلح أو الحرب، أو أثناء الاحتلال العسكري، وتتميز عن الاعتداءات الجنسية والاغتصاب المرتكب بين القوات في الخدمة العسكرية. كما أنه يغطي الحالة التي تُجبر فيها النساء على ممارسة الدعارة أو الاستعباد الجنسي تحت قوة الاحتلال. وخلال الحرب العالمية الثانية، أنشأ الجيش الياباني بيوتًا للدعارة مملؤة «بنساء المتعة» وفتيات ونساء أُجبروا على ممارسة الاستعباد الجنسي، أي استغلال النساء لغرض خلق وصول واستحقاق للرجال.
هناك مثال آخر على العنف على المرأة بتحريض عسكري خلال حرب، ووقعت تلك الحادثة في معَزِل كاوناس، حيث حيث كان الرجال من اليهود يستخدمون النساء من اليهود اللاتي أجبرهنّ النازيون على الانضمام إلى بيوت الدعارة وهم أيضًا كانوا يستخدمونهنّ.
وفي حرب الاستقلال البنغلاديشية، ارتكب جرائم الاغتصاب أعضاء من القوات المسلحة الباكستانية والميليشيات المناصرة لهم. وخلال فترة تزيد عن تسعة أشهر، أُغتُصِبَت مئات الآلاف من النساء. وذكرت سوزان براون ميلر، في تقرير لها عن هذه الأعمال الوحشية، أن بدءًا من فتيات في عمر الثامنة وصولاً إلى الجدات في عمر الخامسة والسبعين كنّ تعانين من هجمات عليهن.
أنظر أيضًا: الاغتصاب خلال حرب استقلال بنغلاديش
وهناك اغتصاب يُستخدم كسلاح للحرب كما كان يُمارس في حرب البوسنة والهرسك، حيث استخدمت القوات المسلحة الصربية الاغتصاب كأداة حرب منظمة بشكل كبير وفي الغالب كانوا يستهدفون نساء وفتيات المجموعات العرقية البوسنية للتدمير الجسدي والمعنوي. وتتراوح تقديرات عدد النساء اللاتي تعرضن للاغتصاب خلال الحرب من 50000 إلى 60000 امرأة ؛ اعتبارًا من عام 2010، تمت محاكمة 12 حالة فقط.
أنظر أيضًا: الاغتصاب خلال حرب البوسنة
اعترفت المحكمة الجنائية الدولية برواندا، بعد أن توسعت أعمالها  في عام 1998، بالاغتصاب بوصفه جريمة حرب. وقال رئيسة القضاة نافانيثيم بيلاي في بيان لها بعد إصدار الحكم: «من زمن سحيق، يعتبر الاغتصاب غنيمة من غنائم حرب، أما الآن سوف يعتبر جريمة حرب. نريد أن نرسل رسالة قوية مفادها أن الاغتصاب لم يعد بعد الآن غنيمة حرب.»
أنظر أيضًا: الإبادة الجماعية في رواندا
في عام 2006، اغتصب خمسة جنود أمريكيين من جماعة مكونة من ستة رجال فتاة في الرابعة عشر من عمرها وقتلوها في قرية بجانب مدينة المحمودية بالعراق. وبعد اغتصابها، أطلقوا النار على رأسها وأحرقوا الجزء السفلي من جسمها: من بطنها إلى قدميها.
أنظر أيضًا: جرائم المحمودية
ووجدت دراسة لعام 1995 عن قدامى المحاربين الإناث أن 90 بالمئة منهن تعرضن للتحرش الجنسي. ووجدت أيضًا دراسة استقصائية في 2003 أن 30 بالمئة من الطبيبات البيطريات تعرضن للاغتصاب في الجيش، بينما وجدت دراسة لعام 2004 عن قدامى المحاربات اللاتي كنّ يبحثن عن مساعدة لاضطراب ما بعد الصدمة أن 71 بالمئة من النساء قلن أنهن تعرضن لاعتداء جنسي أو لاغتصاب أثناء تأدية خدمتهن.
ووفقًا لأحد التقارير، فإن تنظيم الدولة الإسلامية بالعراق واستيلاء بلاد الشام على المدن العراقية في يونيو 2014 كان مصحوبًا بتصاعد في الجرائم ضد النساء، بما في ذلك الاختطاف والاغتصاب. وذكرت صحيفة الغارديان البريطانية أن الأجندة المتطرفة لدولة العراق الإسلامية امتدت لأجساد النساء وأن النساء اللاتي تعشْنَ تحت سيطرتهم تتعرضْنَ للأسر والاغتصاب. ويُخبِروا المقاتلين أنهم أحرار في ممارسة الجنس واغتصاب النساء الأسرى غير المسلمات. وكما وصف شاهد عيان في إفادة أن الفتيات اليزيديات في العراق اللاتي اغتصبن على أيدي مقاتلي داعش انتحرن بالقفز حتى وفاتهن من جبل سنجار.
سلّطت هالة اسفندیاری التي تعمل بمركز وودرو ولسون الدولي للعلماء الضوء على الانتهاك الذي تتعرض له النساء المحليات على يد مقاتلو تنظيم الدولة الإسلامية بعدما أسروا إحدى المناطق، حيث قالت «إنهم عادة ما يأخذون النساء العجائز ويبيعونهن في سوق الرقيق المؤقت، أما الفتيات الشابات يتعرضن للاغتصاب أو يتزوجهن المقاتلون» وأضافت قائلة«إن هذه الزيجات مؤقتة، فبمجرد أن يمارس المقاتلون مع هؤلاء الفتيات الجنس، يسلمونهن لمقاتلين آخرين ليفعلوا المثل». وصفت نازاند بيجيكاني النساء اليزيديات اللاتي وقعن أسرى في يد تنظيم الدولة الإسلامية، حيث قالت «يُعامل هؤلاء النساء كالماشية، فيتعرضْنَ للعنف الجسدي والجنسي بما في ذلك الاغتصاب الممنهج والعبودية الجنسية، ويُعرضْنَ في الأسواق في الموصل والرقة وسوريا، عليهم بطاقات تحمل أسعارهن.» وفي ديسمبر عام 2014، أعلنت وزارة حقوق الأنسان بالعراق أن تنظيم الدولة الإسلامية قتل حوالي 150 امرأة وفتاة بمدينة الفلوجة اللاتي رفضن ممارسة جهاد النكاح.

#### التعقيم الإجباري، والإجهاض القسري
لمزيد من المعلومات انظر: تحسين النسل في الولايات المتحدة، والعنف على المرأة في الولايات المتحدة.
التعقيم الإجباري والإجهاض الإجباري هما نوعان من أنواع العنف على المرأة. ففُرِضَ التعقيم الإجباري -كممارسة مسيئة- في كثير من أنحاء العالم من قبل الدول والشريك الحميم للمرأة، واستخلصت الدراسات أن فرض هذا التعقيم غالبًا ما يقع على الفئات المهمشة اجتماعيًا وسياسيًا، مثل الأقليات العرقية والاثنية، والفقراء، والسكان الأصليين للبلاد. ووفقًا لاتفاقية القضاءعلى جميع أشكال التمييز ضد المرأة فإن «لكل امرأة الحق في أن تحدد بحرية وبمسئولية عدد أطفالها والفوارق العمرية بينهم، وأن يوفر لها الوصول للمعلومات والتعليم والوسائل التي تُمكِّنها من ممارسة هذا الحق».
الولايات المتحدة الأمريكية لها تاريخ طويل في فرض التعقيم الإجباري، وذلك لأسباب تتعلق بإرث تحديد النسل، وبـالعنصرية بها. وظن الكثير من الأطباء آنذاك أنهم أسدوا خدمة لبلدهم من خلال تعقيم الفقراء وذوي الاحتياجات الخاصة والنساء من الأقليات بأنواعها؛ لإعتبارهم أن هولاء عبئًا على النظام. أُجبرت النساء من فئات الأمريكيين الأصليين، والأمريكيين المكسيكيين، والأمريكيين الأفارقة، والبورتوريكيون على التعقيم، واسُتهدف على نحو الخصوص السكان الأصليون والأمريكيون الأفارقة. وأظهرت الوثائق أن الفتيات من السكان الأصليين خضعن لعمليات استئصال الرحم وهن بعمر أحد عشر عامًا.
ظهر في أوروبا عددًا من الدعاوى القضائية والاتهامات الموجهة ضد جمهورية التشيك وسلوفاكيا لتعقيم نساء روما دون معلومات كافية أو فترة انتقالية للانتظار والتقييم. وعليه، استجابت الدولتان بفرض سبعة أيام إلزامية كفترة انتظار مع الحصول على موافقة كتابية. وأدانت المحكمةُ الأوروبية لحقوق الإنسان سلوفاكيا في قضية التعقيم الجبري لنساء روما لمرات متعددة.
طرح ألبرتو فوجيموري في بيرو مبادرة تنظيم الأسرة في عام 1995م، مستهدفًا النساء الفقيرات والنساء من السكان الأصليين. نتج عن ذلك تعقيم 215,000 امرأة، منهم ما يزيد عن 200,000 امرأة تم إجبارها. واعترف وزير الصحة فرناندو كاربوني في عام 2002 م أن الحكومة أعطت معلومات خاطئة مضللة، ووفرت حوافز غذائية، وهددت بتغريم الوالدين إن أنجبا طفلاً إضافي. وتم تجاهل الاجراءات الضرورية، حيث أقل من نصف الحالات توفر لهن مخدر مناسب.
فرضت سياسة الطفل الواحد في الصين، وتضمنت الإجهاض والتعقيم الجبريين. وفرض التعقيم الجبري في أوزباكستان.

#### عنف تمارسه الشرطة ورموز السلطة الأخرى
يسيء ضباط الشرطة استخدام سلطتهم بوصفهم عملاء للدولة لمضايقة الضحايا والاعتداء عليهم جسديًا وجنسيًا، يشعر الناجون -بمن فيهم النساء- بأنهم غير قادرين على الإبلاغ عن العنف. فمن الإجراءات المعتادة للشرطة دخول منزل الضحية بالقوة حتى بعد الطلبات العديدة لهم بالرحيل من قبل الضحية. وغالبًا ما تتجاهل الوكالات الحكومية حق الضحية في حرية تكوين الجمعيات مع مقترفي الجريمة. غالبًا ما يُنقص العاملون في المأوى من أنفسهم والمساهمة في زيادة العنف على المرأة وذلك من خلال استغلال ضعفهم مقابل الحصول على وظيفة مدفوعة الأجر.
ترتبط انتهاكات حقوق الإنسان التي يرتكبها أفراد الشرطة والجيش بانخفاض فرص الحصول على خدمات الصحة العامة وزيادة ممارسات السلوك المحفوف بالمخاطر بين أفراد الفئات المستضعفة مثل النساء والمشتغلات بالجنس وذلك في العديد من الدول.تنتشر هذه الممارسات بشكل خاص في البيئة التي تتسم بسيادة القانون الضعيفة وانخفاض مستويات الإدارة المهنية والعسكرية للشرطة والجيش. تم ربط إساءة استخدام الشرطة في هذا السياق بمجموعة واسعة من السلوكيات المحفوفة بالمخاطر والنتائج الصحية، بما في ذلك اضطرابات ما بعد الصدمة (PTSD)، وتعاطي المخدرات. ارتبط ابتزاز الخدمات الجنسية والاعتداء الجنسي على أيدي الشرطة بانخفاض استخدام الواقي الذكري وارتفاع خطر الإصابة بالأمراض المنقولة بالاتصال الجنسي وفيروس نقص المناعة البشرية (الإيدز) بين الفئات الضعيفة.

#### الرجم والجلد
يشير الرجم، أو الجنيح، إلى شكل من أشكال عقوبة الإعدام حيث تقوم مجموعة منظمة بإلقاء الحجارة على الشخص حتى يموت. الرجم هو عقوبة مدرجة في قوانين العديد من البلدان، بما في ذلك إيران والسعودية والسودان وباكستان واليمن والإمارات العربية المتحدة وبعض الدول في نيجيريا، كعقوبة على الزنا. الجلد هو فعل من الضرب، أو الجلد بشكل منهجي لجسم الإنسان. إنها عقوبة قضائية في بلدان مختلفة بسبب جرائم محددة، بما في ذلك ممارسة الجنس خارج إطار الزواج. إن هذه العقوبات المستخدمة في العلاقات الجنسية خارج إطار الزواج، بصرف النظر عن كونها شكلاً من أشكال العنف بحد ذاتها، يمكن أن تردع ضحايا العنف الجنسي عن الإبلاغ عن الجريمة، لأنه قد يتم معاقبة الضحايا أنفسهم (إذا لم يتمكنوا من إثبات قضيتهم، إذا تم اعتبارهم أن يكون بصحبة ذكر غير ذي صلة أو إذا كانوا غير متزوجين وليسوا عذارى وقت الاغتصاب).

### ختان الإناث
المقالة الرئيسية: ختان الإناث
عرفت منظمة الصحة العالمية ختان الإناث بأنه "جميع الإجراءات التي تنطوي على إزالة الأجزاء الخارجية الأنثوية بشكل كلي أو جزئي، أو أي إصابة أخرى للأعضاء التناسلية للإناث لأسباب غير طبية". ووفقًا لتقرير منظمة اليونيسيف عام 2013، تعاني أكثر من 125 مليون امرأة وفتاة في أفريقيا والشرق الأوسط من عملية ختان الإناث. وصرحت منظمة الصحة العالمية قائلة "لا ينجم عن هذا الإجراء فوائد صحية للفتيات والنساء؛ حيث يمكن أن يسبب هذا الإجراء النزيف الحاد ومشاكل في التبول، والتكيسات لاحقًا، وحالات العدوى والالتهابات إلى جانب المضاعفات أثناء الولادة التي تزيد من خطر وفيات الأطفال حديثي الولادة". وعُرف ختان الإناث دوليًا على أنه انتهاكًا لحقوق الفتيات والنساء. ويعكس بذلك عدم المساواة الشديدة بين الجنسيين، كما يشكل صورة متطرفة من التمييز العنصري ضد المرأة". ووفقًا لتقرير اليونيسف، فإن أعلى معدلات لختان الإناث في الصومال (مع إصابة 98 بالمائة من النساء)، غينيا (96 بالمائة)، جيبوتي (93 بالمائة)، مصر (91 بالمائة)، إريتريا (89 بالمائة)، مالي (89 بالمائة) في المئة)، سيراليون (88 ٪)، السودان (88 ٪)، غامبيا (76 ٪)، بوركينا فاسو (76 ٪)، اثيوبيا (74 ٪)، موريتانيا (69 ٪)، ليبيريا (66 ٪)، وغينيا - بيساو (50 في المئة).
ووفقًا لبعض الممارسين المحليين، جرى الاعتقاد بارتباط ختان الإناث بالطقوس والعادات الثقافية. ويعتبر هذا الإجراء ممارسة تقليدية مستمرة في مختلف المجتمعات / البلدان في إفريقيا والشرق الأوسط، بما في ذلك في الأماكن التي تحظرها التشريعات الوطنية. ويُعرف ختان الإناث على أنه «ممارسة تقليدية ضارة» وفقًا للجنة البلدان الأفريقية. ونظرًا لعاملي العولمة والهجرة، فتنتشر عملية ختان الإناث خارج حدود إفريقيا والشرق الأوسط، إلى بلدان مثل أستراليا وبلجيكا وكندا وفرنسا ونيوزيلندا والولايات المتحدة والمملكة المتحدة.
وعلى الرغم من ارتباط ختان الإناث اليوم بالدول النامية، إلا أن هذه الممارسة كانت شائعة حتى سبعينيات القرن العشرين في أجزاء من العالم الغربي أيضًا. وتعد عملية ختان الإناث إجراءً طبياً قياسيًا في الولايات المتحدة في أغلب الأوقات في القرنين التاسع عشر والعشرين. أجرى الأطباء عمليات جراحية بدرجات متفاوتة من الاكتساح لعلاج عدد من التشخيصات، بما في ذلك الهستيريا، الاكتئاب، اضطراب الإفراط الجنسي، والبرود الجنسي. وسمح تشويه الأعضاء التناسلية الأنثوية في الولايات المتحدة بمواصلة هذه الممارسات حتى الجزء الثاني من القرن العشرين، إلى جانب بعض الإجراءات التي يغطيها بلو كروس بلو شيلد للتأمين حتى عام 1977.
وتحظر اتفاقية أسطنبول ختان الإناث (المادة 38).
واعتبارًا من عام 2016، حُظر ختان الإناث في إفريقيا في بنين وبوركينا فاسو وجمهورية إفريقيا الوسطى وتشاد وكوت ديفوار وجيبوتي ومصر وإريتريا وإثيوبيا وإثيوبيا وغامبيا وغانا وغينيا وغينيا بيساو وكينيا وموريتانيا، النيجر ونيجيريا والسنغال وجنوب إفريقيا وتنزانيا وتوغو وأوغندا وزامبيا.
وُضعت هناك العديد من الأساليب من قبل المنظمات الصحية الدولية والمجتمعات المدنية (على سبيل المثال، توستان) تهدف إلى القضاء على ممارسة ختان الإناث في البلدان المنفذة:
1) ختان الإناث كمسألة صحية (تعرف أيضًا باسم نهج المخاطر الصحية)
2) ختان الإناث كمسألة تتعلق بحقوق الإنسان (تُعرف أيضًا بالنهج القائم على حقوق الإنسان)
يقترح بعض العلماء أنه عند التعامل مع تشويه الأعضاء التناسلية الأنثوية، من الضروري أن نتعلم دروسًا من التاريخ، خاصةً حملة القرن التاسع عشر ضد ربط القدم في الصين، التي كانت ناجحة.

### كي الثدي
المقالة الرئيسية: كي الثدي
كي الثدي (المعروف أيضًا باسم «تسطيح الثدي») هو ممارسة سحق ودلك ثدي فتاة يافعة، باستخدام أشياء صلبة أو ساخنة، في محاولة لجعلها تتوقف عن النمو أو تختفي بالكامل. وعادة ما يتم تنفيذها من قبل والدة الفتاة، بهدف جعل الفتاة أقل جاذبية جنسية للرجال والشبان، بحيث يتم الحفاظ على عذريتها ويمكنها مواصلة تعليمها. تمارس هذه العادة بشكل أساسي في الكاميرون، ولكن تم الإبلاغ عنها أيضًا في مناطق أخرى في غرب ووسط إفريقيا. كي الثدي مؤلم للغاية ويمكن أن يكون له عواقب سلبية وجسدية.

### عنف التوليد
لمزيد من المعلومات: عنف أثناء الولادة
يشير مصطلح «عنف التوليد» إلى أفعال تصنف على أنها عنف جسدي أو نفسي في سياق المخاض والولادة. في معظم البلدان المتقدمة والعديد من البلدان النامية، تتزايد معدلات الولادة في بيئة طبية؛ ولكن مع العديد من التدخلات الجراحية التي قد تُجبر المرأة الحامل في بعض الأحيان على قبولها، أو التي تتم دون موافقتها، أو حتى التي لا توجد ضرورة لها.
تنشأ العديد من هذه الممارسات في ظل أيديولوجيات مجتمعية. وقد ذكرت منظمة الصحة العالمية ما يلي في هذا الشأن: «في الولادة الطبيعية، يجب أن يكون هناك سبب وجيه للتدخل في العملية. الهدف من الرعاية هو تحقيق صحة الأم والطفل مع أقل مستوى ممكن من التدخل متوافق مع السلامة.»
يستخدم مصطلح «عنف التوليد» بشكل خاص في بلدان أمريكا اللاتينية، حيث يحظر القانون مثل هذا السلوك، وتوجد مثل هذه القوانين في العديد من البلدان، بما في ذلك الأرجنتين وبورتوريكو وفنزويلا.

### العنف على نساء السكان الأصليين
عادة، تكون المرأة من الشعوب الأصلية حول العالم عرضة الاعتداء الجنسي أو العنف الجسدي. وتعتبر عدة مجتمعات الشعوب الأصلية ريفية وتعتمد على مصادر قليلة ومساعدة من الحكومة أو الجهات غير الحكومية. كما أن تلك المجموعات لديها علاقة متوترة مع تنفيذ القانون مما يجعل أخذ حكم ما صعباً. علاوة على أن العديد من مجتمعات الشعوب الأصلية دائما ما تجد نفسها في وسط نزاعات أراضي بين الدول والمجموعات العرقية الأخرى؛ مما يجعل تلك المجموعات تتحمل عبء النزاعات المحلية والعرقية.
في بيرو، الدولة عادة ما تعتدي بالعنف على المرأة الأصلية في فترة 1990. حتى أن رئيس دولتها ألبرتو فوجيموري (من 1990 حتى 2000) اتهم بارتكابه بجرائم حرب وإبادة جماعية ضد الإنسانية بسبب تنفيذ إدارته لبرنامج تعقيم إجباري. أثناء فترة رئاسته، نفذ فوجيموري برنامجاً من تعقيم إجباري ضد الشعب الأصلي (أكثره من قبائل كيتشوا وأيمارا) تحت مسمى «خطة الصحة العمومية» وذلك في 28 يوليو لعام 1995.
أما في بوليفيا، لديها أعلى معدل من العنف المنزلي في أمريكا اللاتينية. حيث أبلغت المرأة الأصلية بنفسها عن انتهاك الشريك الحالي أو السابق للعنف الجسدي أو الجنسي ما يقرب بنسبة 29 بالمئة، بمقارنة المتوسط المحلي بنسبة 24 بالمئة. تملك بوليفيا نسبة كبيرة من سكان شعبها الأصلي، ولدى نساءها من قبائل كيتشوا وأيمار وغوارني تاريخ عريق في محاربتها ضد العنف على المرأة.
عاشت نساء غوتيمالا من العنف المتواصل خلال ثلاثة عقود من النزاع وكان نساء من شعب مايا وفتياته لا يزالون يتعرضون للعنف. عثرت لجنة التصنيف التاريخي بأن 88% من نساء تأثروا من عنف الدولة من الاغتصاب والعنف الجنسي ضد النساء من الشعوب الأصلية.
وكان يرجع أصل مفهوم سيطرة البيض على أجسام نساء الشعوب الأصلية في التاريخ الأمريكي منذ بداية فترة الاستعمار. وذهبت نظرية قدر المرء بعيداً عن توسيع الأراضي البسيطة إلى الاعتقاد بأن المستطونون الأوروبيون لديهم الحق في كشف عن أجسام النساء المحليين كطريقة تحجيم و«تأنيسهن».
في كندا، فلديها مشكلة ممتدة مع العنف على النساء المحليين من قبل الرجال المحليين وغير المحليين. «وقد تم العثور بأن النساء المحليون قد تعرضنا للاعتداء بنسبة كبيرة باستمرار مقارنة ببقية النساء الآخريات». بينما تنخفض معدلات العنف على النساء محلياً، ولكن بقيت نسبة العنف على المجتمعات الشعوب الأصلية على مدار السنين. وأدى ذلك بأن تاريخ المدارس الكندية الهندية المحلية وعدم المساواة اقتصادياً لسكان كندا الأصليين إلى مجتمعات تواجه العنف، والبطالة، واستخدام المخدرات، والكحوليات، والفساد السياسي، وأيضا معدلات عالية من الانتحار. بالإضافة إلى ذلك، كان هناك دليل واضح وصريح بالعنصرية اتجاه سكان الشعوب الأصلية من شرطة الخيالة الكندية الملكية، جعلت ضحايا لا يبلغون عن قضايا العنف المنزلي.
وظهرت مبادرات مثل مبادرة النساء الشعوب الأصلية التي قتلت وفقدت وأبلغت عن عدة قضايا التي تواجهها النساء المحليون في كندا. وقد تعرضت الآف من نساء كندا المحليين للفقدان أو القتل خلال الثلاثين عام الماضية مع قلة اهتمام من الحكومة. من ثم قادت المجتمعات الأصلية جهوداً لوعي عام كندي عن اختفاء تلك النساء، الذين عادة ما يعبرون أحياء لدعم بعضهم البعض. في عام 2015، علق رئيس الوزراء ستيفن هاربر على أن قضية قتل واختفاء النساء المحليون «لم تكن مرتفعة على الردار»، الذي أدى إلى زيادة الهيجان لدى المجتمع المحلي اليائس بالفعل. وبعض مضي أشهر، بدأ رئيس الوزارء جاستن ترودو في طلب تحقيق رسمي بشأن النساء المحليات اللاتي قتلن واختفن.
أما عن الولايات المتحدة، فقد تعرضت النساء المحليات لضعف العنف أكثر من أي سكان آخرين. فواحدة من بين ثلاث نساء من الشعب الأصلي تعرضت للاعتداء الجنسي أثناء حياتها، وأكثر من 85% من تلك الاعتداءات نفذت على يد غير السكان الأصليين. وهذا المعدل المتفاوت للاعتداء على النساء الأصليات لعدة أسباب، من ضمنها وليس إلا عدم القدرة القانونية للقبائل لإقامة دعوى على المعتديين غير أعضاء القبيلة. حالياً، القبائل لم يتمكنوا من عمل حكم قضائي جنائي على أي فرد غير أصلي. فنظرياً، يمكن للقبائل أن يرسلوا قضاياهم للمستوى الفيدرالي حتى يتمكنوا من إقامة دعوى على فرد غير أصلي، ولكن معظم تلك الدعاوي تلقى هدراً. ونتيجة لذلك، أضحت عدة تجمعات قبلة مشهورة للمعتدين والسفاحيين. وهناك عدة إصدرات لقانون العنف على المرأة كمحاولة لمواجهة تلك القضية، لكن تلك الأقسام قد ألغيت من الإصدار الرسمي للقانون. على الرغم من الإصدار لسنة 2013 من القانون يسمح للقبائل إقامة دعوى قضائية على غير السكان الأصليين بسبب العنف الأسري وانتهاك أوامر التقييد، إلا أنه لا يسمح إقامة دعوى على المعتديين وأيضاً ليس في خضم العنف الأسري.

### العنف على المهاجرات واللاجئات
تتعرض المهاجرات واللاجئات في أغلب الأحيان للعنف، في الحياة الشخصية (من شركائهن أو أحد أفراد الأسرة) وفي الحياة العامة (من الشرطة وغيرها من السلطات). وغالباً ما يكنَّ فيموقف ضعف نظراً لعدم تحدثهن لغة البلد التي يعيشن فيها، وجهلهن بقوانينها، أو قد يرجع السبب في بعض الأحيان إلى وضعهن القانوني الذي قد يؤدي لترحيلهن إذا ما قاموا بالتواصل مع السلطات. غالبا ما تتعرض النساء الطالبات للحماية من النزاعات المسلحة التي تحدث في موطنهن للعنف بصورة أكبر أثناء سفرهن إلى بلد اللجوء أو أثناء وصولهن لها.

### العنف على المتحولات جنسياً
اقرأ أيضاً: العنف على الأشخاص المثليين
تعتبر المتحولات جنسياً هم الأكثر عرضة لخطر العنف من غيرهن من متوافقات الجنس. ويتعرضن بشكل أكثر شيوعاً إلى عنف الشريك الحميم، حيث كشفت درسة أجريت أن 31.1% من المتحولات تعرضن لذلك، وكشفت دراسة أخرى أن نصف مجموع النساء المتحولات تعرضن له أيضاً. غالباَ ما تتعرض المتحولات لسوء المعاملة من جانب الشرطة، وتتعرض المتحولات من العاملات للعنف من العملاء. قد تمر الناجيات من العنف بوقت عصيب لإيجاد مأوى هرباً من العنف المنزلي، حيث أن بعض الملاجئ لا تقبل سوى متوافقات الجنس. في عام 2018، قُتل أكثر من عشرين شخصاً متحولاً بوحشية في الولايات المتحدة، معظمهم من ذو البشرة الملونة.

### العنف المرتبط بالرياضة
يشير العنف على المرأة المرتبط بالرياضة إلى أي أفعال بدنية، جنسية أو ذهنية «يرتكبها كل من الرياضين الذكور والمعجبين الذكور أو رواد المبارايات أو الفعاليات الرياضية، ومدربين اللاعبات الرياضيات».
تشير التقارير الموثقة والدراسات إلى وجود علاقة واضحة بين الرياضة المعاصرة والعنف على المرأة. لقد سلطت بعض الفعاليات الرياضية مثل كأس العالم 2010، الألعاب الأولمبية، وألعاب الكومنولث الضوء على «الروابط بين مشاهدة الرياضة وعنف الشريك الحميم، والحاجة إلى أن تدرك الشرطة والسلطات والخدمات ذلك عند التخطيط للفعاليات الرياضية».
يمكن أن يحدث العنف المرتبط بالرياضة في سياقات وأماكن مختلفة بما في ذلك المنازل والحانات والنوادي وغرف الفنادق والشوارع.

#### العنف المرتبط بالرياضة الذي يرتكبه الرياضيين الجامعيين
يُعتبر العنف على المرأة موضوعًا مثيرًا للقلق في مجتمع الألعاب الرياضية الجامعية بالولايات المتحدة. من جريمة قتل لاكروس في جامعة فيرجينيا عام 2010، والتي اتهم فيها رياضي بجريمة قتل من الدرجة الثانية لحبيبته، إلى فضيحة جامعة كولورادو لكرة القدم عام 2004 عندما اتُهم لاعبون بتسع ادعاءات بوقوع اعتداءات جنسية، تشير الدراسات إلى أن الرياضيين أكثر عرضة لخطر ارتكاب الاعتداءات الجنسية ضد المرأة من الطالب العادي. وتفيد التقارير بأن واحدة من كل ثلاثة اعتداءات جامعية يرتكبها رياضيون. تشير الدراسات الاستقصائية إلى أن الطلاب الرياضيين الذكور الذين يمثلون 3.3٪ من إجمالي طلاب الجامعات يرتكبون 19٪ من الاعتداءات الجنسية المبلغ عنها و35٪ من العنف المنزلي. تتراوح النظريات التي تحيط بهذه الإحصاءات بين تشويه الطلاب الرياضيين وامتلاك عقلية غير صحية تجاه النساء داخل الفريق نفسه.

#### الخلاف القائم بشأن العوامل المساهمة فيه
استنتج عالم الاجتماع تيموثي كاري، بعد إجرائه تحليل رصدي لمحادثتين طويلتين تمت في غرفة تبديل الملابس الرياضية، أن المعدل المرتفع من الاعتداءات الجنسانية التي يظهرها الطلبة الرياضيين الذكور هي نتيجة للثقافة الفرعية للفريق. أشار أن «إن محادثات الرياضيين في غرفة تبديل الملابس أظهرت أنهم يعاملون النساء بصفة عامة على أنهن أشياء، ويشجعون التوجهات الجنسانية تجاه المرأة، ويشجعون ثقافة الاغتصاب بأشكالها المتطرفة.» ويقترح كاري أن هذه النظرة الدونية للمرأة هي وسيلة الرجل لإعادة تأكيد وضعه الجنسي بين الجنسين والهيمنة الذكوية المفرطة. هناك ادعاءات بشأن تغير الجو السائد في غرفة تبديل الملابس إذا تسلل شخص غريب (وخاصة النساء). على إثر تعرض الصحفية ليزا أولسون للتحرش من قبل لاعب باتريوت في غرفة تبديل الملابس عام 1990، قالت: «لقد تعلمنا أن نعتقد أنه لابد أن نكون قد ارتكبنا شيئاً خاطئاً، وقد استغرق الأمر مني بعض الوقت لكي أدرك أنني لم أخطأ في أي شيء.» ادعت مراسلات رياضيات أخريات (جامعيات أو محترفات) أنهن غالباً ما يتجاهلون تعليقات اللاعبين، مما أدى إلى مزيد من الازدراء. ولكن يتصدى علماء الاجتماع لهذه الادعاءات. ويذكر ستيف تشاندلر أنه نظراً للمكانة التي يتمتع بها اللاعبين المشاهير في الجامعة، «من المرجح أن يكون الرياضيين تحت النظر أو يتم اتهامهم زوراً أكثر من غير الرياضيين.» ويذكر منافس آخر وهو ستيفاني مارك أن «إذا نظرنا لتقديرات عام 1998 فإن نحو ثلاثة ملايين امرأة تعرضن للضرب وحوالي مليون امرأة تقريبا اُغتصبن، فإن نسبة الحوادث المرتبطة بالرياضيين قليلة نسبياً مقارنة بالسكان العاديين.»

#### التصدي للعنف الذي يرتكبه الرياضيين الذكور
استجابة للربط المقترح عن وجود علاقة بين الرياضيين الجامعيين والعنف القائم على نوع الجنس، والتغطية الإعلامية التي تحمل الجامعات مسؤولية هذه الفضائح، فإن العديد من الجامعات تطالب الرياضيين بحضور ورش عمل لتعزيز الوعي. على سبيل المثال، تعقد جامعة سانت جون دورات للتوعية بالاعتداء الجنسي في الخريف للطلاب الرياضيين الجدد. وشُكلت مجموعات أخرى، مثل التحالف الوطني للتصدي للرياضيين العنيفين، لتقديم الدعم للضحايا كما جاء في بيان مهمتهم، " يعمل التحالف الوطني للتصدي للرياضيين العنيفين على القضاء على العنف الميداني الذي يرتكبه الرياضيين من خلال تنفيذ أساليب الوقاية التي تعترف وتعزز القدرات القيادية الإيجابية للرياضيين داخل مجتمعاتهم. ومن أجل القضاء على العنف، يحرص التحالف الوطني للتصدي للرياضيين العنيفين على تمكين الأفراد المتأثرن من عنف الرياضيين من خلال تقديم خدمات شاملة تشمل الدعوة والتثقيف والإرشاد.

### التنمر على الإنترنت
التنمر على الإنترنت هو شكل من أشكال الترهيب باستخدام أشكال الاتصال الإلكترونية. في القرن الحادي والعشرين، أصبح التنمر عبر الإنترنت شائعًا بشكل متزايد، خاصة بين المراهقين في الدول الغربية. في 24 سبتمبر 2015، أصدرت لجنة الأمم المتحدة للنطاق العريض تقريراً زعمت فيه أن حوالي 75 ٪ من النساء على الإنترنت تعرضن لمضايقات وتهديدات بالعنف، والمعروف باسم العنف الإلكتروني. وقد زاد النقاش العام حول الهجمات القائمة على نوع الجنس بشكل ملحوظ، مما أدى إلى دعوات للتدخل السياسي واستجابات أفضل من الشبكات الاجتماعية مثل فيسبوك وتويتر.

## العنف الممارس على المرأة

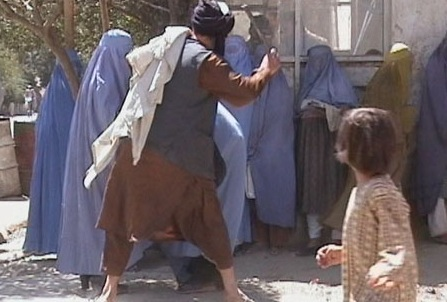
عملية ضرب لنساء في مجتمع محافظ جداً

العنف الممارس على المرأة من قبل شريكها المعاشر والعنف الجنسي الممارس ضدها. تعرّف الأمم المتحدة العنف الممارس على المرأة بأنّه ‘أيّ فعل عنيف تدفع إليه عصبية الجنس ويترتب عليه، أو يرجح أن يترتب عليه، أذى أو معاناة للمرأة، سواء من الناحية الجسمانية أو الجنسية أو النفسية، بما في ذلك التهديد بأفعال من هذا القبيل أو القسر أو الحرمان التعسفي من الحرية، سواء حدث ذلك في الحياة العامة أو الخاصة’.

### العنف الممارس من قبل الشريك المعاشر
يعني سلوك منتهج ضمن علاقة معاشرة يتسبّب في حدوث ضرر جسدي أو جنسي أو نفسي، بما في ذلك الاعتداء الجسدي والعلاقات الجنسية القسرية والإيذاء النفسي وسلوكيات السيطرة.

### العنف الجنسي
يعني ‘أي علاقة جنسية، أو محاولة للحصول على علاقة جنسية، أو أيّة تعليقات أو تمهيدات جنسية، أو أيّة أعمال ترمي إلى الاتجار بجنس الشخص أو أعمال موجّهة ضدّ جنسه باستخدام الإكراه بقترفها شخص آخر مهما كانت العلاقة القائمة بينهما وفي أيّ مكان. ويشمل العنف الجنسي الاغتصاب، الذي يُعرّف بأنّه إدخال القضيب، أو أي جزء من الجسد أو أداة خارجية أخرى، في الفرج أو الشرج بالإجبار أو الإكراه’.

### نطاق المشكلة
توفر المسوحات السكانية التي تستند إلى تقارير الضحايا أدق التقديرات بشأن انتشار العنف المُمارس من قبل الشريك المعاشر والعنف الجنسي في المواقع التي لا تشهد حدوث نزاعات. وقد خلصت الدراسة التي أجرتها منظمة الصحة العالمية في عشرة بلدان، معظمها من البلدان النامية، بشأن صحة المرأة والعنف المنزلي إلى أنّ من أصل النساء من الفئة العمرية 15-49 سنة:
- أبلغت 15% منهن في اليابان و70% منهن في إثيوبيا وبيرو عن تعرّضهن لعنف جسدي و/أو عنف جنسي مارسه ضدهن عشراؤهن.
- أبلغت 0.3% إلى 11.5% من النساء عن تعرّضهن لعنف جنسي مارسه ضدهن أشخاص غير عشرائهن.
- تفيد كثير من النساء بأنّ أوّل تجربة جنسية عرفنها لم تتم بموافقتهن (24% في المناطق الريفية من بيرو و28% في تنزانيا و30% في المناطق الريفية من بنغلاديش و40% في جنوب أفريقيا).

والرجال هم المسؤولون بالدرجة الأولى عن العنف الممارس على المرأة من قبل شريكها المعاشر أو العنف الجنسي الممارس ضدها. غير أنّ العنف الجنسي الممارس ضد الصبيان من الأمور الشائعة أيضاً. فالدراسات الدولية تبيّن أنّ نحو 20% من النساء و5% إلى 10% من الرجال يبلّغون عن تعرّضهم للعنف الجنسي في مرحلة الطفولة.

## إحصاءات
ذكرت تقارير منظمة الصحة العالمية بأن العنف على النساء يعتبر عبئا لا مبرر له على نظم الرعاية الصحية حيث يبدو أن النساء اللائي يعانين من العنف يحتجن إلى خدمات رعاية صحية بكلفة أعلى بكثير مقارنة بالنساء اللائي لم يتعرضن للعنف. كما ربطت عدة دراسات بين سوء معاملة النساء والمستوى العنف دوليا حيث أظهرت هذه الدراسات أن أفضل تنبؤ للعنف على الصعيد الدولي يرتبط بمدى سوء معاملة المرأة في المجتمع.
ونجد هناك أرقاما سجلت في العنف على المرأة في الكثير من الدول:

### فرنسا
ففي فرنسا، 95% من ضحايا العنف هن من النساء، 51% منهن نتيجة تعرضهن للضرب من قبل أزواجهن أو أصدقائهن.[بحاجة لمصدر]

### كندا
في كندا، 60% من الرجال يمارسون العنف، 66% تتعرض العائلة كلها للعنف.
وفقا للشرطة الكندية، فإن الرجل (49٪) كما المرأة (51٪) عرضة بشكل متماثل لخطر التعنيف. ومع ذلك، إذا كان الرجل عرضة للاعتداء عليه من طرف شخص غريب عنه ولا علاقة له به، فإن المرأة عرضة للتعنيف من شخص تعرفه.
في كندا، 61٪ من البالغين يقولون إنهم يعرفون شخصيا امرأة واحدة على الأقل كانت ضحية للعنف الجسدي أو الجنسي.

### تحذر العفو الدولية من أن يؤدي مشروعي القانون إلى التمييز ضد المرأة في إيران
انتقدت منظمة العفو الدولية «أمنستي انترناشونال» مشروعي قانون في إيران تشجع على الإنجاب، واعتبرت أنها «تحول المرأة إلى آلة إنجاب.» وتعبر السلطات الإيرانية عن قلقها من شيخوخة قد تصيب المجتمع الإيراني بسبب الحد من الإنجاب.
ويحظر أحد المشروعين تعقيم المرأة اختياريا والترويج لتحديد النسل، فيما يزيد مشروع قانون آخر صعوبة حصول النساء اللاتي ليس لديهن أطفال على وظائف. وتقول المنظمة الحقوقية إن مشروعي القانون سيعنيان تراجعا لوضع المرأة الإيرانية عقودا إلى الوراء.
وظلت تحاول الحكومة الإيرانية حتى فترة قريبة الحد من تكاثر السكان بدعم وسائل تحديد النسل، لكن مسؤولين عبروا عن قلقهم من أن يتحول المجتمع الإيراني إلى «مجتمع مسنين.»

### التشريد
في كل الأيام تحصى أكثر من 3000 امرأة (بالإضافة إلى أطفالهن ال 2500) يقمن في ملاجئ المستعجلات للتخلص من عنف الشريك.

### القتل
في المتوسط، كل ستة أيام في كندا تقتل امرأة من طرف شريكها. ففي 2009، قَتَل 67 امرأة زوجها أو صديقها أو طليقها أو صديقها السابق.
في 2010، أحصيت 582 حالة لنساء من السكان الأصليين اختفت أو اغتيلت في كندا. منظمة العفو الدولية والأمم المتحدة حثا «الحكومة الكندية» على اتخاذ التدابير اللازمة لوضع حد لهذا الوضع، ولكن من دون جدوى.
أكثر من عُشُر الكنديات أفدن وقوعهن في تحرش جنائي بشكل جعلهن يخشين على حياتهن.

### الاغتصاب
في سنة واحدة فقط في كندا، 427000 امرأة عمرها أكثر من 15 سنة أفادوا كونهم وقعن ضحايا للاعتداء الجنسي. نفترض أن 10 % من كل الاعتداءات الجنسية صرح بها عند الشرطة، العدد الفعلي أعلى بكثير.
في كندا، نصف النساء تعرضن لحادثة واحدة على الأقل من العنف الجسدي أو الجنسي بعد سن 16 .
حوالي 80٪ من ضحايا الاتجار بالجنس في كندا هم من النساء والفتيات.

## التكاليف
وبلغت قيمة التكاليف الاقتصادية المرتبطة بالعنف على النساء في كندا للحصول على الرعاية الطبية، والعدالة الجنائية والاجتماعية فضلا عن الخسائر في الأجور والخدمات الإنتاجية عند 4.2 مليار دولار سنويا.

### الهند
في الهند، 8 نساء من بين كل 10 نساء هن ضحايا للعنف، سواء العنف الأسري أو القتل.[بحاجة لمصدر]

### البيرو
في البيرو، 70% من الجرائم المسجلة لدى الشرطة هي لنساء تعرضن للضرب من قبل أزواجهن.

### تركيا
أن زهاء 60% من النساء التركيات فوق سن الخامسة عشرة تعرضن للعنف أو الضرب أو الإهانة أو الإذلال، على أيدي رجال من داخل أسرهن، سواء من الزوج أو الخطيب أو الصديق أو الأب أو والد الزوج) [وفقًا لِمَن؟]إلى أن (50%) من النسبة الآنفة يتعرضن للضرب بشكل مستمر،[بحاجة لمصدر] وأن (40%) منهن يرجعن السبب في ذلك لظروف اقتصادية وتناول الكحوليات وأن (25%) فقط من أولئك النساء اللاتي يتعرضن للضرب يقمن بالرد على العنف بعنف مماثل، في حين أن (10%) فقط منهن يتركن المنزل احتجاجاً على العنف الذي يتعرضن له..) والغريب: (أن (70%) من هؤلاء السيدات اللاتي يتعرضن للضرب لا يحبذن الطلاق حفاظاً على مستقبل الأولاد، في حين أن (15%) فقط منهن لا يطلبن الطلاق بسبب حبهن لأزواجهن).

### الولايات المتحدة الأمريكية
وفي الولايات المتحدة: يعتبر الضرب والعنف الجسدي السبب الرئيسي في الإصابات البليغة للنساء. [بحاجة لمصدر]

## حقائق وأرقام
- تتعرض 35% من النساء والفتيات على مستوى العالم لنوع من أنواع العنف الجنسي. وفي بعض البلدان، تتعرض سبع من كل عشر نساء إلى هذا النوع من سوء المعاملة.
- يقدر بقاء ما يقرب من 30 مليون فتاة تحت سن الخامسة عشر تحت تهديد خطر تشويه الأعضاء الجنسية للإناث، في حين تعرضت أكثر من 130 مليون امرأة وفتاة إلى تلك الممارسة على مستوى العالم.
- وتشير التقديرات إلى أن أكثر من 130 مليون فتاة وامرأة - على القيد الحياة اليوم – قد تعرضت لتشويه أعضائها التناسلية (فيما يُعرف بالختان) ، ولا سيما في أفريقيا وبعض دول الشرق الأوسط.[290]
- على الصعيد العالمي، يقدرر عدد الأحياء من النساء اللواتي تزوجن ولم يزلن صغيرات بـ700 مليون امرأة، منهن 250 مليون تزوجن دون سن الخامسة عشر. ومن المرجح ألا تكمل الفتيات اللواتي يتزوجن تحت سن الثامنة عشر تعليمهن، كما أنهن أكثر عرضة للعنف المنزلي ومضاعفات الولادة.
- تستمر عواقب العنف على المرأة وتكاليفه لأجيال.

تتزايد الأبحاثُ في مجال العنف على المرأة - ولاسيما عنف القرين. ومنذ إعلان النتائج الأولى للدراسة متعددة البلدان التي قامت بها منظمة الصحة العالمية عام 2005 حول صحة المرأة والعنف العائلي3، ازداد عدد الدراسات حول انتشار عنف القرين من 80 إلى أكثر من 300 بحثاً في عام 2008، أي ما يقارب أربعة أمثال. ولدينا الآن معطيات انتشار سكاني لعنف الشريك الحميم في أكثر من 90 بلداً، ومع ذلك تبقى المعطيات محدودة نسبياً في بعض الأقاليم - مثل الشرق الأوسط وغرب أفريقيا. وبالمثل، هناك أيضاً نمو متسارع في مجموعة البيّنات المرتبطة بمجال العواقب الصحية والتنموية السلبية لهذا العنف.

## نشاط حقوقي

### تاريخ وخلفية
يشار بالنشاط عند التحدث عن «عقيدة أو ممارسة تشدد على الفعل النشط والمباشر خاصة عند دعم أو معارضة جانب واحد من قضية مثيرة للجدل». عند النشاط في قضية العنف على المرأة، تكون الأهداف متمثلة في شد وجذب انتباه الرأي العام حول قضايا العنف على المرأة مع البحث عن تدابير لمنع هذا العنف والقضاء عليه. وتشير العديد من المقالات العلمية إلى أن العنف على المرأة يعتبر انتهاكاً لحقوق الإنسان إضافة إلى كونه «قضية صحة عامة».
لفهم أفضل للحركات رفض العنف في قضايا العنف على المرأة، هناك حاجة لفهم الخلفية التاريخية العامة للحركات النسوية بطريقة شمولية. عند الحديث عن الحركة النسائية على المستوى الدولي، قام العديد من الباحثين النسويين بتصنيف هذه الحركات إلى ثلاث موجات وفقاً لمعتقداتهم واستراتيجياتهم وأهدافهم المختلفة.
يعود ظهور الحركات النسوية الأولى، أو ما يسمى بـالموجة الأولى من الحركة النسائية، إلى أواخر القرن التاسع عشر وبدايات القرن العشرين في الولايات المتحدة وأوروبا. خلال هذه الفترة ظهرت الحركات النسوية وتطورت من سياق الصناعة والسياسات الليبرالية التي أدت إلى ظهور جماعات نسوية معنية بالحصول على وصول وفرص متساوية بين الجنسين. هذه الفترة تمثل فترة للـ "التصويت، الاستقلال، الحق في الجنسية والأجر المتساوي" بالنسبة للمرأة.
كانت الموجة الثانية من الحركات النسوية عبارة عن سلسلة من الحركات امتدت من أواخر الستينيات إلى أوائل السبعينيات. وقد لاحظ علماء النسويات أن هذه الموجة يمكن وصفها بأنها فترة تحرر المرأة، وصعود فرع من النسويات معروف باسم الحركة النسائية المتطرفة. ظهرت هذه الموجة من سياق فترة ما بعد الحرب في المجتمع، حيث لعبت الحركات السائدة الأخرى أيضاً دوراً كبيراً كحركات الحقوق المدنية، على سبيل المثال، والتي كانت تهدف إلى إدانة الرأسمالية والإمبريالية والقمع المبني على أسس عرقية وثقافية والهوية الجندرية والتوجه الجنسي. تمثل هذه الموجة فترة من الحقوق المتساوية في المنزل ومكان العمل وكذلك الحقوق في التنمية لأغراض الأشخاص من مختلف الأعراق والخلفيات الثقافية والوضع الاقتصادي والهوية الجندرية.
كانت الموجة الثالثة من الحركة النسوية هي أحدث الموجات والتي قادتها نسويات شابات وكان الفهم والسياق مبني على عولمة النظام العالمي والمميزات التقنية. كما تعتبر هذه الموجة موجةً انتقالية من قضية سقوط الشيوعية إلى قضايا حديثة وأكثر تعقيداً مثل «الحروب» والتهديدات والعنف. اعتنقت هذه الموجة «الغموض»، وقدّمت نهجاً نسوياً لـ «التقاطعية»، والذي يشمل قضايا العرق والجنس والعمر والطبقة. وعلى عكس الموجات السابقة، مثلت الموجة الثالثة فترة من الحركة النسوية التي اهتمت بسياسات الهوية والجسد، وقضايا العنف.
ومع كل ما سبق، بدأت حركة العنف على المرأة في السبعينيات، حيث بدأت بعض الحركات النسوية في إثارة النقاشات في الخطاب النسوي حول مسألة العنف. كذلك العديد من المجموعات، وعلى الصعيدين الوطني والدولي، حاولت الضغط من أجل تحسين وضع المرأة من خلال حشد واستمالة ممثلي ومسؤولي الدولة، مطالبين بمؤتمرات حول قضايا «النوع الاجتماعي»، ماجعل حركة العنف على المرأة معروفة على نطاق أوسع على مستوى السكان. لذلك، ولوضع هذا في سياق نظري، يمكن تصنيف العنف على المرأة وضمه إلى جانب الموجة الثانية والموجة الثالثة للحركة النسوية حيث يتشاركون في التركيز على العنف.
تأتي الحركات النشطة والمناهضة للعنف على المرأة بأشكال عديدة، وتعمل على المستويات الدولية والمحلية والوطنية، وتستخدم منهجيات مختلفة ترتكز على أطر الصحة وحقوق الإنسان. تنشأ الحركات في الغالب من الحركات الاجتماعية ومجموعات النساء الذين يرون الحاجة إلى إنشاء منظمات تحشد وتضغط على الحكومات لإنشاء «ملاجئ وملاذات» وتوفير خدمات تساعد على حماية هؤلاء الضحايا، واللائي يسمين بـ «النساء المعنفات»، نتيجة أعمال العنف.
اُستخدم مصطلح «النساء المعنفات» في عدد من حركات العنف على المرأة، وتعود جذوره إلى المراحل المبكرة من الجهود التنظيمية لمعالجة مشكلة العنف على المرأة في العديد من المناطق حول العالم مثل أفريقيا وآسيا والمحيط الهادئ وأمريكا اللاتينية وجزر الكاريبي.
حاولت المنظمات الناشطة والمناهضة للعنف على المرأة، بعضها بدعم من الحكومة وبعضها بدون دعم حكومي، تطوير «جهود مبتكرة» لمساعدة النساء المعنفات عن طريق توفير خدمات كالملاجئ والمراكز، الضغط على الحكومات لصياغة وإدراج اعتراف بالعنف على المرأة ولغة العنف على المرأة في التشريعات الوطنية والصكوك الدولية لحقوق الإنسان، الدعوة إلى رفع وعي الناس من خلال التدريب التوعية، تشكيل شبكات وطنية وإقليمية ودولية لتمكين الحركات النسوية، تنظيم تظاهرات وتجميع المزيد من الجهود لإنهاء أعمال العنف على النساء. إضافة إلى ذلك، ترى العديد من الجماعات الناشطة في مجال حقوق المرأة أن قضية العنف على المرأة هي المحور الأساسي لنشاطها، وتتبنى العديد من هذه المجموعات منهجيات حقوق الإنسان كإطار لا يتجزأ من نشاطها. كما توظف مفهوم أن «حقوق المرأة هي حقوق الإنسان»، وتقوم بتحويل مفاهيم حقوق الإنسان وأفكارها، والتي ينظر لها على أنها «مفاهيم غربية»، وإدراجها باللغة المحلية بمفاهيم يمكن تقبلها وفهمها في مؤسسات المجتمع المحلي.

### مستويات الحركات الناشطة
على المستوى المحلي أو الوطني، فإن حركات العنف على النساء متنوعة وتختلف في برامج التدخل الاستراتيجي خاصتها. تركز الاستراتيجيات المستخدمة في عدد من الحركات على المستوى الفردي، مع التأكيد على الأفراد، والعلاقات، والعائلات. كذلك يتخذ العديد منهم "الوقائية" كمنهج لمعالجة القضايا على أرض الواقع، بتشجيع الناس على "إعادة النظر في مواقفهم ومعتقداتهم"  لإثارة وخلق تغييرات جذرية في تلك "المعتقدات والسلوكيات المتجذرة". بالرغم من حقيقة أن هذه الاستراتيجيات يمكن أن تغير الحياة، ومفيدة لمن يشاركون، ويمكن تحقيقها على المدى الطويل، إلا أن أثارها على المستوى المجتمعي تبدو محدودة وذات تأثير ضعيف. من أجل تحقيق أهداف الحركة، العديد من النشطاء والعلماء يقولون أنهم يجب أن يبدأوا بالتغييرات في المواقف الثقافية والأعراف على مستوى مجتمعي. يمكن رؤية مثال للنشاط على المستوى المحلي في جنوب إفريقيا. توظف حركات العنف على النساء في هذا السياق إستراتيجية مبنية على المنهج الوقائي، والتي يمكن تطبيقها على مستوى فردي ومجتمعي: في العائلات والمجتمعات. تشجع هذه الحركة الأفراد والتجمعات السكانية الصغيرة على إعادة التفكير في مواقفهم ومعتقداتهم لخلق احتمالية تغيير تلك المعتقدات والسلوكيات المتجذرة، التي تتسبب في أعمال العنف على النساء. مثال آخر يوجد في الحركة المحلية في شرق إفريقيا، التي توظف المنهج الوقائي، الذي يمكن تطبيقه على المستوى المجتمعي. يسمونه منهج "الأصوات المرتفعة". هذا المنهج يوظف إطار "مخصص" يمكن أن يستخدم بجانب المنهج الفردي، حيث تتمثل الاستراتيجية في تفاقم قضايا الوضع الراهن على منظور الأفراد والمجتمعات وإقامة أرضية مشتركة من الاهتمامات للضغط من أجل الحركة، وكل ذلك في فترة زمنية قصيرة. علاوة على ذلك، يبدو أن هناك العديد من الحركات المستقلة على المستوى المحلي. يمكن أن نفهم الحركات النسوية (من أجل العنف على النساء) على أنها " شكل من أشكال الحشد النسائي المكرس لتعزيز مكانة المرأة ورفاهيتها، بشكل مستقل عن الأحزاب السياسية والجمعيات الأخرى التي لا تعتبر مكانة المرأة اهتمام رئيسي لها.
اجتمعت عدة مناطق حول العالم لمواجهة العنف على المرأة. عملت شبكة المخروط الجنوبي لمكافحة العنف المنزلي، في أميركا الجنوبية، على نطاق واسع لمواجهة العنف الجنسي والمنزلي منذ عام 1989.شبكة أميركا اللاتينية والكاريبي لمناهضة العنف المنزلي والعنف الجنسي، التي تشكلت عام 1990، تتضمن تمثيلاً من 21 بلد مختلفة وكان لها دور فعال في إبراز مشكلة العنف على المرأة. اجتمع، في سبتمبر عام 1999، رؤساء دول الجماعة الإنمائية للجنوب الأفريقي وصاغوا وثيقة «منع العنف على المرأة والطفل والقضاء عليه»، التي تدين العنف على المرأة والطفل، وصممت مجموعة من 13 طريقة لمعالجة القضية، وتمتد إلى القطاعات القانونية، والاجتماعية، والاقتصادية، والثقافية، والسياسية، والخدمات الاجتماعية، والتعليم، والتدريب، وبناء الوعي.
على المستوى الإقليمي أو عبر الوطني تنشر الحركات المناهضة للعنف استراتيجيات مبنية على خصوصيات ثقافتهم ومعتقداتهم في مناطقهم الخاصة.على هذا المستوى، الحركات الناشطة تعرف باسم «الشبكات النسوية عبر الوطنية». الشبكات النسوية لها تأثير بالغ، مثل الحركات المستقلة على المستوى الوطني، في تشكيل مجموعة من السياسات وكذلك الضغط من أجل الاعتراف وإدراج لغة منظمة  العنف على المرأة في آليات الأمم المتحدة لحقوق الإنسان: الاتفاقيات الدولية لحقوق الإنسان. تتراوح أنشطتهم بين الضغط على واضعي السياسات، وتنظيم مسيرات على المستوى المحلي والإقليمي، وخلق ضغط مؤسسي يمكن أن يدفع إلى إحداث تغييرات في التدابير المؤسسية الدولية.
على المستوى الدولي، تتكون الحركات المدافعة عن حقوق المرأة ومناهضة للعنف على المرأة، من مزيج من ممثلي المجتمع المدني، من المستويات المحلية والإقليمية. تركز أهداف حركات العنف على المرأة على «خلق توقعات مشتركة» داخل المستويات المحلية والإقليمية، وكذلك «حشد أعداد من المجتمع المدني المحلي» لوضع «معايير في المجتمع المدني الدولي». تعمل الحركات النسائية العالمية على تحويل أعداد من المؤتمرات والاتفاقيات الدولية إلى «مؤتمر عن حقوق المرأة» بالدفع إلى «لغة أقوى واعتراف أوضح» بقضايا العنف على المرأة. علاوة على ذلك، تلعب الأمم المتحدة دوراً حيوياً في الترويج والحملات لأجل حركات العنف على المرأة على الصعيد الدولي. على سبيل المثال، بادر السكرتير العام بان كي مون بإطلاق حملة «اتحدوا لانهاء العنف على المرأة». تدعو هذه الحملة «الحكومات، والمجتمع المدني، ومنظمات المرأة، والشباب، والقطاع الخاص، والإعلام، ونظام الأمم المتحدة بأكمله، لتوحيد القوى لمعالجة وباء العنف العالمي ضد النساء والفتيات». بالإضافة إلى أن هذه الحملة تعلن يوم 25 من كل شهر ليكون «أليوم البرتقالي» أو «يوم للعمل لرفع الوعي ومنع العنف على النساء والفتيات».
وفي الختام، فإن كل مستوى من النشاط متشابك وله هدف مشترك لإنهاء العنف على المرأة. النشاط على المستوى المحلي يمكن أن يؤثر بشدة على المستوى عبر الوطني، والدولي كذلك. في مقال علمي عن مواجهة العنف على المرأة، يوضح المؤلفون من خلال تحليل أبحاثهم، كيف يمكن أن تشكل الأعراف الدولية وتؤثر على صناعة السياسات على المستوى المحلي والإقليمي، والعكس صحيح. يقولون أن هناك 3 آليات لها تأثير على صناعة السياسات الوطنية وكذلك الاتفاقيات والمعاهدات الدولية: 1) تأثير المعاهدات والوثائق العالمية مثل «اتفاقية القضاء على جميع أشكال التمييز ضد المرأة» على حقوق المرأة، على السياسات الوطنية. 2) تأثير الاتفاقيات الإقليمية على حركات العنف على المرأة -خاصة بعد الوصول إلى نقاط تحول معينة- على السياسات المحلية والاتفاقيات الدولية. 3) تأثير المسيرات الإقليمية أو الضغط من أجل التوافق الذي يتم التقاطه على أنه انتشار داخل المناطق، على الأعراف والاتفاقيات الدولية.

## إمكانية لجوء ضحايا العنف من النساء إلى القضاء

### صكوك دولية وقومية
يمكن أن تتخذ الجهود المبذولة لمحاربة العنف على المرأة أشكالًا عديدة وتوفر العدالة، أو تفتقر إليها، لأن هذا العنف يختلف اختلافًا كبيرًا وفقًا للنظام القضائي. تستخدم الصكوك الدولية والإقليمية بشكل متزايد كأساس للتشريعات والسياسات الوطنية للقضاء على العنف على المرأة.
اتفاقية البلدان الأمريكية لمنع العنف على المرأة والقضاء عليه والمعاقبة على هذه الجريمة - والمعروفة أيضًا باسم اتفاقية بيليم دو بارا، على سبيل المثال، قد طبقتها لجنة البلدان الأمريكية لحقوق الإنسان في أول حالة لها من حالات العنف المنزلي لإدانة البرازيل في قضية ماريا دا بينها. أدى هذا إلى قيام الحكومة البرازيلية بسن قانون ماريا دا بينها في عام 2006، وهو أول قانون في البلاد لمكافحة العنف المنزلي ضد المرأة. هناك أيضًا، على سبيل المثال، بروتوكول اتفاق جنوب آسيا بشأن التعاون الإقليمي لإنهاء الاتجار بالنساء والأطفال.

### أمثلة علي التدابير المتّخَذة
نظرًا لأن العنف غالباً ما يرتكبه أحد أفراد الأسرة، فقد بدأت النساء أولاً من خلال الضغط على حكوماتهن لإقامة ملاجئ للناجيات من العنف المنزلي. كان منزل جوليا بورغوس المحمي الذي أنشئ في بورتوريكو في عام 1979 أول ملجأ في أمريكا اللاتينية ومنطقة البحر الكاريبي لـ «النساء اللائي يتعرضن للضرب». في عام 2003، كان لدى 18 من أصل 20 دولة في المنطقة تشريعاتٍ بشأن العنف المنزلي أو العائلي، و11 دولة تناولت العنف الجنسي في قوانينها. يمكن أن تشمل التدابير التشريعية لحماية الضحايا أوامرًا تقييدية، يمكن العثور عليها في كولومبيا والسلفادور وغواتيمالا وباراجواي وفنزويلا وتركيا والولايات المتحدة والعديد من دول أوروبا الغربية على سبيل المثال.
يمكن أن يُسمح للمحاكم أيضًا بموجب القانون (ألمانيا، 2001) أن تأمر الجاني بمغادرة المنزل حتى لا يضطر الضحايا إلى البحث عن مأوى. تم حث البلدان على إلغاء التشريعات التمييزية بحلول عام 2005 بعد مراجعة إعلان ومنهاج عمل بيجين في عام 2000. فعلى سبيل المثال، ألغت مصرقانونًا يعفي الرجال من تهم الاغتصاب عند الزواج من ضحاياهم. ومع ذلك، فإن هدف التشريع لمكافحة العنف هو غالبًا للحفاظ على تماسك العائلات، بغض النظر عن المصالح الفُضلَى للمرأة ، والتي تديم العنف المنزلي.
تم اتخاذ تدابير مبتكرة في عدد من البلدان لإنهاء العنف على المرأة. في البرازيل والأردن، تم إنشاء مراكز للشرطةِ النسائية، وتم إنشاء ملاجئ نسائية متكاملة في ماليزيا ونيكاراغوا.
يُعتبر الاغتصاب في إطار الزواج غير قانوني في كل ولايةٍ أمريكية وفي مقاطعة كولومبيا منذ عام 1993، ولكن نادراً ما يتم محاكمة مرتكبيه في أمريكا.
في عام 2013، أصدرت الجمعية العامة للأمم المتحدة قرارها الأول الذي يدعو إلى حماية المدافعين عن حقوق المرأة. يحث القرار الدول على وضع قوانين وسياساتٍ خاصة بالنوع الاجتماعي لحماية المدافعات عن حقوق الإنسان وضمان مشاركة المدافعات عن حقوق الإنسان في تصميم وتنفيذ هذه التدابير، ويدعو الدول إلى حماية المدافعات عن حقوق الإنسان من الأعمال الانتقامية للتعاون مع الأمم المتحدة وضمان وصولهم دون عوائق إلى الهيئات والآليات الدولية لحقوق الإنسان والتواصل معهم.

### تحديات تواجهها المرأة في الوصول إلى العدالة وقيود مفروضة على التدابير
يمكن أن يكون هناك قبول قانوني أو فعلي للسلوكيات العنيفة وعدم وجود سبل انتصاف للضحايا.
- الافتقار إلى التجريم: في العديد من الأماكن لا يتم تجريم أعمال الاعتداء، مثل ختان الإناث والاغتصاب الزوجي والزواج بالإكراه وزواج الأطفال، أو تكون غير قانونية ولكن يتم التسامح معها على نطاقٍ واسع، ونادرًا ما يتم تنفيذ القوانين ضدهم. هناك حالات تُصنَف فيها الجرائم بالمرأة على أنها جرائمٌ بسيطة.
- قلة الوعي بالقوانين الحالية: في كثير من الأماكن، رغم وجود قوانين ضد العنف في الكتب، فإن الكثير من النساء لا يعرفن بوجودها. هذا هو الحال خاصةً فيما يتعلق بالاغتصاب الزوجي - حيث يعتبر تجريمه حديثًا في معظم البلدان.
- التحديات في رفع القضية أمام المحكمة: يمكن تحميل عبء الإثبات على الضحية. على سبيل المثال في الفلبين، وقبل تغيير القانون في عام 1997، كان الاغتصاب يوصَف بأنه جريمة ضد العفة؛ ولعبت البكارة دورًا هامًا في المحكمة. في مختلف البلدان، مثل بنغلاديش، لا تزال تجربة المرأة الجنسية السابقة مهمة للغاية في حالة الاغتصاب. تلقَّت بنغلاديش انتقادات لاستخدامها «اختبار الإصبعين» في تحقيقات الاغتصاب. يتكون هذا الاختبار من الفحص البدني للنساء اللواتي يبَلِّغن عن الاغتصاب، حيث يقوم الطبيب بإدخال إصبعين في مهبل المرأة لتحديد ما إذا كانت المرأة «معتادة على ممارسة الجنس». يرجع أصل هذا الفحص إلى قوانين الحقبة الاستعمارية البريطانية التي يعود تاريخها إلى عام 1872. ويمنع هذا العديد من النساء من الإبلاغ عن الاغتصاب. وقَّع أكثر من 100 خبير، بمن فيهم الأطباء والمحامون والشرطة ونشطاء حقوق المرأة، بيانًا مشتركًا في عام 2013 يطالِبون فيه بإلغاء الاختبار، الذي وصفوه بـ «المهين»، لأنه «لا يقَدِّم أي دليلٍ ذي صلة لإثبات الجريمة». يتم إجراء هذا الاختبار أيضًا في العديد من البلدان الأخرى في المنطقة، بما في ذلك الهند. قد يكون من الصعب أيضًا تقديم قضية اعتداء جنسي في المحكمة، عندما يتوقع أعضاء السلطة القضائية وجود دليلٍ على الاشتباك الشديد والإصابة كدليلٍ حاسمٍ على عدم الموافقة. من ناحيةٍ أخرى، هناك تدابير، مثل قانون عام 2012 في البرازيل، والتي تتيح رفع الدعاوى حتى بدون تمثيل الضحية.
- القوانين الحالية غير كافية ومتضاربة وليس لها أي تأثيرٍ عملي: فعلى سبيل المثال، بعض القوانين المتعلقة بالعنف المنزلي تتعارض مع أحكامٍ أخرى وتتعارض في نهاية المطاف مع أهدافها. يمكن أيضًا تشويه الأُطُر القانونية عندما تنعزل القوانين التي تتضمن الحماية عن غيرها، لا سيما فيما يتعلق بقوانين الهجرة. النساء غير الموَثَّقات في البلدان التي كان من الممكن لهن، نظريًا، الوصول إلى العدالةِ فيها، لا يفعلن ذلك خوفًا من الإدانة والترحيل. توصِي اللجنة المعنية بالقضاء على التمييز ضد المرأة بوجوب إلغاء التزام السلطات الحكومية بالإبلاغ عن الأشخاص الذين لا يحملون أوراقًا رسمية أو الأشخاص الذين لا يحملون وثائق تثبت هويتهم في التشريعات الوطنية.
- موقف الشرطة: النساء اللواتي يُبلِّغن عن أعمال عنفٍ غالباً ما يتواصلن أولاً مع رجال الشرطة. لذلك، تعتبر مواقف الشرطة أمرًا بالغ الأهمية في تمهيد الشعور بالأمان والراحة للنساء اللائي وقعن ضحايا. عندما يتخذ ضباط الشرطة مواقفًا عدائيةً تجاه الضحايا من النساء، يتم منع هؤلاء النساء من الحصول على العدالة. وإدراكًا لهذه المشكلات، قامت بعض الدول بسن مركز شرطة نسائي، وهي مراكز شرطة متخصصة في بعض الجرائم، مثل العنف الجنسي، والتحرش، والعنف المنزلي المرتكَب على المرأة.
تتراوح تدابير التصدي للعنف على المرأة بين الوصول إلى المساعدة القانونية وتوفير الملاجئ والخطوط الساخنة للضحايا. على الرغم من التقدم المحرَز في التشريعات والسياسات، فإن عدم تنفيذ التدابير المتخَذة يمنع حدوث تقدمٍ ملحوظٍ في القضاءِ على العنف على المرأة على الصعيد العالمي. هذا الفشل في تطبيق القوانين والإجراءات الحالية غالباً ما يكون بسبب استمرار القوالب النمطية للجنسين.

### العلاقة بين العنف على النساء وقوانين الزواج
لمزيد من المعلومات انظر: التمييز على أساس الجنس.
دار نقاش حول العلاقة بين العنف على النساء والقوانين والتشريعات والعادات والتقاليد المنظمة للزواج. طبق كلا من الولايات المتحدة والقانون الإنجليزي نظام «حجز الإرادة» حتى القرن العشرين، وهو مبدأ قانوني بموجبه تنتقل حقوق المرأة القانونية عند الزواج لتُدرج تحت حقوق زوجها. ونجد اليوم خارج الغرب أن الكثير من الدول تقيّد وتلغي أغلب حقوق المرأة المتزوجة، ففي اليمن توجب قوانين الزواج طاعة الزوجة لزوجها وعدم خروجها من المنزل إلا بإذنه. يعطي التشريع في العراق للزوج حق «معاقبة» زوجته، وينص القانون الجنائي في الفقرة 41 منه أنه لا توجد جريمة ما دام الفعل قد تم أثناء ممارسة حق قانوني، ومن أمثلة الحقوق القانونية «معاقبة الزوج لزوجته، وتأديب الآباء والمعلمين للأطفال الواقعين تحت سلطتهم بحدود معينة يحددها القانون أو العرف».
واجهن النساء التمميز ضدهن في الغرب حتى عقود قريبة، ففي فرنسا لم يُسمح للنساء المتزوجات بحق العمل دون إذن الزوج وذلك في عام 1965م، وفي إسبانيا خلال عهد فرانكو طولبت المرأة المتزوجة بالحصول على إذن زوجها «إجازة الزوج» كي تمارس تقريبًا كل الأنشطة الاقتصادية من العمل والتملك والسفر بعيدًا عن المنزل، وتوقف العمل بهذا المبدأ في عام 1975م. تنقسم القضايا المتعلقة بالعنف على المرأة في الزواج إلى أمورمتعلقة بالزواج نفسه من إيذاء بدني وعنف أثناء ممارسة الجنس وتقييد لحرية المرأة، وأمور تتعلق بالعرف والتقاليد المرتبطة بالزواج مثل المهور وجهاز للعروس والصداق والزواج بالإجبار وزواج القاصرات واختطاف العروس (السبي) والعنف المرتبط بعذرية الفتاة قبل الزواج. وقد كتبت كلوديا كارد أستاذ الفلسفة في جامعة ويسكونسين ماديسون ما يلي:
«جعلت الحقوق القانونية التي تتيح وصول كل من الزوجين لشريكه الآخر جسديًا ولملكيات الآخر وحياته من المستحيل قيام الشريكة (أو الشريك) بالدفاع عن نفسها (نفسه)، أو حماية نفسها من التعذيب والاغتصاب والاعتداء والمراقبة والإيذاء أو التشوية المتعمد أو القتل قبل الشريك... وعليه فإن الزواج القانوني يتضمن دعم الدول للظروف التي تُفضي إلى القتل أو الإضرار المتعمد».

## صوت المرأة ووكالتها في المسائل الإنجابية
معدلات المواليد آخذة في الانخفاض، وإن كان بمعدلات مختلفة ومتفاوتة في جميع المناطق. يشير هذا التحول إلى أن المرأة تمارس قدر السلطة والرأي في القرارات المتعلقة بما إذا كان يجب إنجاب الأطفال وتوقيت ذلك وعددهم. ولكن من ناحية أخرى قد تختار النساء إنجاب عدد أقل من الأطفال لأن الرجال ما زالوا لا يقومون بحصتهم العادلة في الرعاية غير مدفوعة الأجر والعمل المنزلي.

## مشروع «ساسا» في أوغاندا
مشروع ساسا هو تدخل في تعبئة المجتمع بدأته منظمة غير حكومية في أوغندا تسمى «رفع الصوات» ويسعى إلى تغيير المواقف المجتمعية والأعراف والسلوكيات التي تؤدي إلى عدم المساواة بين الجنسين والعنف وزيادة تعرض النساء لفيروس نقص المناعة البشرية. ويفحص المشروع ديناميات القوة والعلاقات بين الجنسين ويعمل بشكل منهجي مع مجموعة واسعة من أصحاب المصلحة في المجتمع لتعزيز التحليالت والمناقشات النقدية. إن كلمة «ساسا» والتي تعني «الآن» في السواحيلية، هي اختصار للمراحل الأربع من النهج: البدء والتوعية والدعم والعمل.
وجدت النتائج المستخلصة من تقييم عام 2013 انخفاضً ا في القبول الجتماعي المبلغ عنه للعنف البدني في العالقات بين النساء والرجال على حد سواء وزيادة في القبول الجتماعي لرفض المرأة لممارسة الجنس مع شريكها.
كانت مستويات النساء المبلغ عنها من عنف الشريك الجسدي خالل الإثني عشر شهرا السابقة للدراسة أقل بنسبة %52 في مشروع ساسا مقارنة مع المجتمعات الأخرى .

## حملة منظمة العفو الدولية «جسدي...حقوقي»
وتعمل حملة منظمة العفو الدولية «جسدي...حقوقي» مع الأشخاص لتمكينهم من المطالبة بحقوقهم والتمتع بها بحيث يمكنهم اتخاذ قرارات وخيارات حرة وواعية بشأن حقوقهم الجنسية والإنجابية بعيداً عن التمييز والإكراه والعنف.
بادروا إلى التوقيع على بيان الحملة، واعرفوا المزيد عنها من خلال زيارة الموقع الإلكتروني التالي:www.amnesty.org/mybodymyrights

## اتفاقية إسطنبول
تعتبر اتفاقية المجلس الأوروبي لمنع ومكافحة العنف على المرأة والعنف المنزلي، والمعروفة أيضاً بـ اتفاقية إسطنبول، أول صك ملزم قانوناً في أوروبا بشأن مكافحة العنف على المرأة والعنف المنزلي، وبدأ تنفيذها في عام 2014. ويتعين على الدول المصدقة على الاتفاقية تجريم جميع أشكال العنف المنصوص عليها في الاتفاقية. وتنص ديباجة الاتفاقية على أن «تحقيق المساواة بين الجنسين سواء التي يكفلها القانون أو في الواقع عنصراً أساسياً في منع العنف على المرأة». كما تتضمن الاتفاقية تعريفاً للعنف المنزلي بأنه «جميع أعمال العنف البدني أو الجنسي أو النفسي أو الاقتصادي التي تحدث داخل الأسرة أو الوحدة المنزلية أو بين الأزواج أو الشركاء السابقين أو الحاليين، سواء كان المعنف شارك أو لم يشارك الضحية نفس السكن». وعلى الرغم من أنها اتفاقية لمجلس أوروبا، فإنها مفتوحة للانضمام أمام أي بلد.

## كتب عن العنف على المرأة
- مناهضة العنف على المرأة / السيد محمد حسين فضل الله.
- العنف على المرأة / القس رفعت فكري .
- العنف على المرأة / المجلس القومي للمرأة.
- المرشد في الأمن والدفاع عن النفس للمرأة العربية / حسين جباري.
- العنف على المرأة دراسة قانونية مقارنة / شهبال دزيى.
- العنف على المرأة مشاهدات واقعية / عبد السلام التلالوة.
- العنف على المرأة في مصر / هويدا الرفاعي - نيفين سليمان - أحمد زكي.
- العنف على المرأة والحماية المقررة لمواجهته في الشريعة الإسلامية / عبلة عبدالعزيز عامر.
- العنف الأسري على المرأة دمار للبناء الاجتماعي / وفاء العرادي - مها غنام.
- العنف على المرأة بين الفقه الإسلامي والمواثيق الدولية/ عالية ضيف الله ٫ دار المأمون .

## وصلات خارجية
- منظمة العفو الدولية «فلنضع حداً للعنف على المرأة»
- أمان المركز العربي للمصادر والمعلومات حول العنف على المرأة
- المعهد العربي لحقوق الإنسان "ورشة تدريب حول العنف على المرأة